# Reichsbürgerbewegung
Reichsbürgerbewegung ist ein Sammelbegriff für eine organisatorisch und ideologisch sehr heterogene Szene aus meist Einzelpersonen, seltener teilweise sektenartigen Klein- und Kleinstgruppen, die die Existenz der Bundesrepublik Deutschland als legitimer und souveräner Staat bestreiten sowie seine Repräsentanten und die gesamte deutsche Rechtsordnung fundamental ablehnen. Zu den von sogenannten Reichsbürgern vertretenen Ideologien gehören oft die Ablehnung der Demokratie, Ideologieelemente des Monarchismus, Rechtsextremismus, Geschichtsrevisionismus und teilweise Antisemitismus, Esoterik bzw. Rechtsesoterik oder die Leugnung des Holocausts. Sie teilen eine Haltung der Ablehnung einer offenen und pluralistischen Gesellschaft und weigern sich, unter anderem Steuern und Bußgelder zu zahlen oder Gerichtsbeschlüsse und Verwaltungsentscheidungen zu befolgen. Dabei berufen sich die ursprünglichen Reichsbürger darauf, dass das Deutsche Reich statt der Bundesrepublik weiterhin fortbestehe, entsprechend ihrer Ideologie entweder in den Grenzen des Deutschen Kaiserreichs oder in denen von 1937. Dieses Deutsche Reich werde als Organisation durch eine „kommissarische Reichsregierung“ (KRR) oder Ähnliches vertreten, deren Befugnisse die oft miteinander konkurrierenden Gruppen jeweils für sich beanspruchen.
Die „Reichsbürger“-Szene entstand in den 1980er Jahren und tritt seit 2010 verstärkt in Erscheinung, einzelne Akteure seit 2013 auch mit gewaltbereiter Militanz. Der Szene zugeordnet werden ebenso die in den 2010er Jahren vermehrt auftretenden sogenannten Selbstverwalter, die behaupten, durch einseitige Erklärungen aus der Bundesrepublik und ihrer Gesetzgebung austreten zu können. Dabei beziehen sie sich allerdings nicht unbedingt auf das Deutsche Reich. Die Innenbehörden bezeichnen daher die gesamte Szene als „Reichsbürger und Selbstverwalter“. Das Bundesamt für Verfassungsschutz (BfV) rechnet dem Spektrum etwa 25.000 Personen zu.

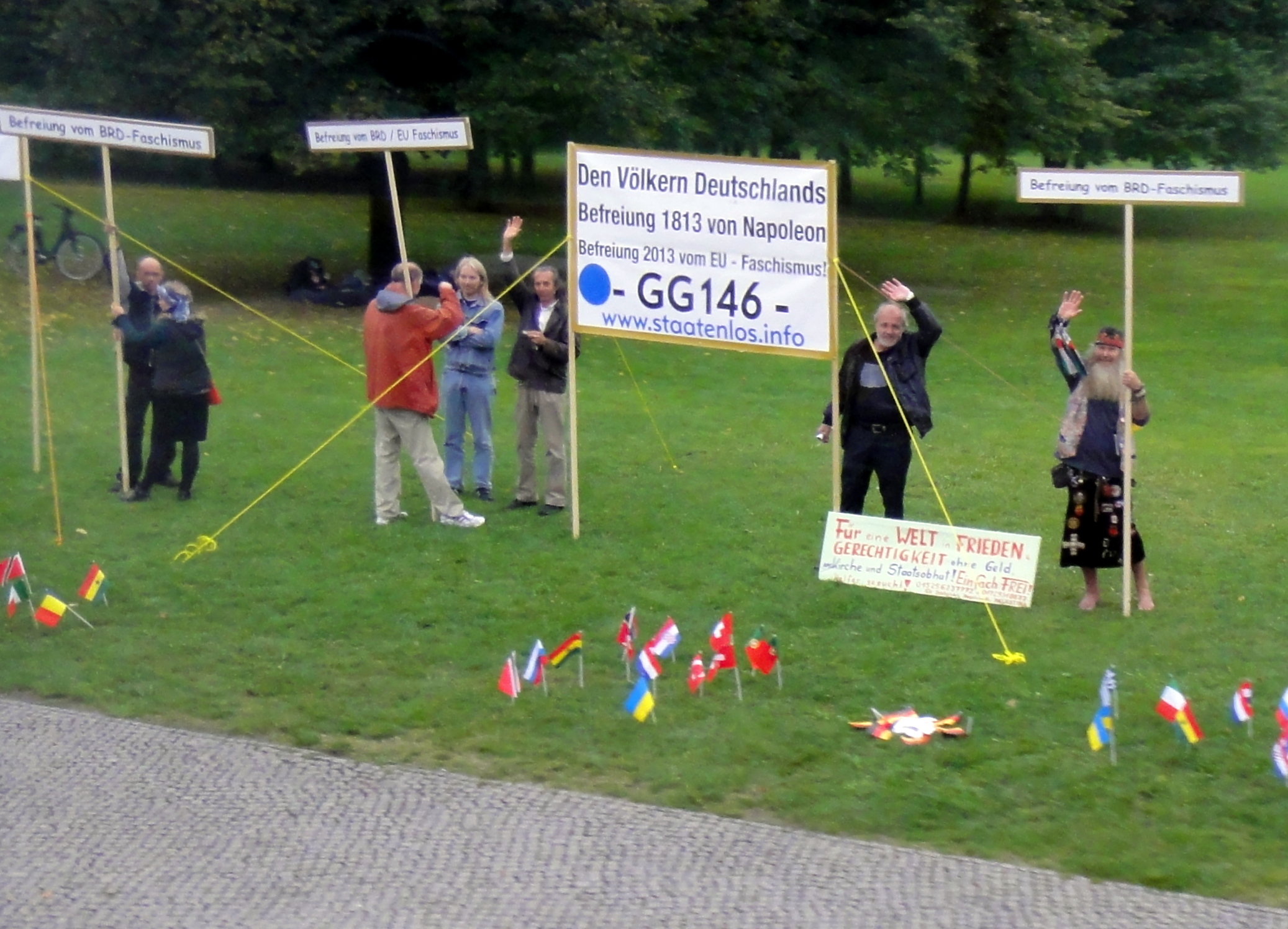
Protest von „Reichsbürgern“, die sich auf berufen (vor dem Reichstagsgebäude in Berlin 2013)

## Begriff
Der Begriff „Reichsbürger“ soll insbesondere eine sprachliche Abgrenzung zu „Bundesbürgern“ darstellen, da sich die Anhänger dieser Ideologie selbst nicht als Staatsbürger der Bundesrepublik Deutschland, sondern des Deutschen Reichs, teilweise auch als staatenlos, begreifen.

## Grundannahmen und Verschwörungstheorien
Die Bewegung besteht aus einer Vielzahl von Strömungen; gemeinsam ist ihnen, dass sie die Existenz der Bundesrepublik Deutschland als legitimer und souveräner Staat bestreiten sowie seine Repräsentanten und die gesamte deutsche Rechtsordnung fundamental ablehnen. Zu den von sogenannten Reichsbürgern vertretenen Ideologien gehören oft die Ablehnung der Demokratie einerseits, und andererseits Ideologieelemente des Monarchismus, Rechtsextremismus, Geschichtsrevisionismus und teilweise Antisemitismus, Esoterik bzw. Rechtsesoterik oder die Leugnung des Holocausts. Sie teilen eine Haltung der Ablehnung einer offenen und pluralistischen Gesellschaft und weigern sich, unter anderem Steuern und Bußgelder zu zahlen oder Gerichtsbeschlüsse und Verwaltungsentscheidungen zu befolgen.
Dabei berufen sich „klassische“ Reichsbürger darauf, dass ihrer Meinung nach das Deutsche Reich statt der Bundesrepublik weiterhin fortbestehe, entsprechend ihrer Ideologie entweder in den Grenzen des Deutschen Kaiserreichs oder in denen von 1937. Dieses Deutsche Reich werde als Organisation durch eine „kommissarische Reichsregierung“ (KRR) oder Ähnliches vertreten, deren Befugnisse die oft miteinander konkurrierenden Gruppen jeweils für sich beanspruchen.
Der Szene zugeordnet werden ebenso die in den 2010er Jahren vermehrt auftretenden sogenannten Selbstverwalter, die behaupten, durch einseitige Erklärungen aus der Bundesrepublik und ihrer Gesetzgebung austreten zu können. Dabei beziehen sie sich allerdings nicht unbedingt auf das Deutsche Reich. Die Innenbehörden bezeichnen daher die gesamte Szene als „Reichsbürger und Selbstverwalter“. Selbstbezeichnungen sind beispielsweise „Reichsbürger“, „Reichsregierung“, „Selbstverwalter“ oder „Natürliche Person“; Fremdbezeichnungen sind „Reichsbürger“-Szene oder Anhänger der „Reichsideologie“ bzw. Reichsideologen.

### Das Deutsche Reich bestehe (statt der Bundesrepublik) fort

Häufig verwendetes Zeichen der Reichsbürgerbewegung: die schwarz-weiß-rote Flagge des Deutschen Reichs. Die schwarz-rot-goldene Bundesflagge wird dagegen zumeist abgelehnt (siehe rechtsextreme Symbole und Zeichen).

Verschwörungstheorien sind für die Ideologie der Reichsbürgerbewegung konstitutiv. Die Anhänger gehen üblicherweise davon aus, dass das Deutsche Reich fortbestehe, da die Weimarer Reichsverfassung von 1919 niemals abgeschafft wurde (siehe Fortgeltung der Verfassung nach 1933). Die Bundesrepublik sei aber nicht mit dem Deutschen Reich als Staat identisch, sondern völker- und verfassungsrechtlich illegal und de jure nicht existent. Allein das Deutsche Reich als Organisation bestehe in rechtsgültiger Weise fort. Verschiedene Akteure der Szene vertreten die Auffassung, es habe eine Regierung in Gestalt einer meist von ihnen selbst gebildeten „kommissarischen Reichsregierung“, die zwar noch keine faktische Staatsgewalt innehabe, jedoch rechtsgültig die Regierungs- und Amtsgeschäfte für Deutschland ausführe. Gesetze, Gerichte und die erhobenen Steuern der Bundesrepublik seien dagegen unrechtmäßig.
Diese erwiesen unwahren Tatsachenbehauptungen gründen auf juristischen Diskussionen und politischen Interessenlagen, die sich aus der Besatzungszeit und der darauf folgenden deutschen Teilung ergaben (siehe auch Deutsches Reich: Staatsrechtliche Fragen nach 1945). Nach der bedingungslosen Kapitulation der Wehrmacht übernahmen zunächst die Alliierten gemeinsam die Regierungsgewalt über Deutschland. 1949 wurden dann sowohl das Grundgesetz der Bundesrepublik Deutschland als auch die Verfassung der Deutschen Demokratischen Republik verabschiedet. Beide jeweils mit dem Anspruch, allein „Deutschland“ zu repräsentieren und auch die Bürger des jeweils anderen Staates als Staatsbürger zu behandeln. Die Bundesrepublik ging dabei davon aus, dass sie das (räumlich teilidentische) weiterbestehende Deutsche Reich sei. Die Annahme einer völkerrechtlichen Identität der als westdeutscher Teilstaat errichteten Bundesrepublik Deutschland mit dem Reich schließt die gleichzeitige Annahme des Fortbestandes eines von der Bundesrepublik getrennten Völkerrechtssubjekts Deutsches Reich aus. Da die Existenz der DDR im Widerspruch zu diesem Weiterbestehen stand, erkannte die Bundesrepublik diese bis zur Unterzeichnung des Grundlagenvertrages von 1972 nicht an. Die DDR verstand sich hingegen zwar anfangs ebenfalls als identisch mit dem Deutschen Reich, vertrat aber später die These von dessen Untergang und sah sich einzig als dessen Rechtsnachfolgerin. Seit dem Beitritt der DDR zur Bundesrepublik Deutschland und der (Wieder-)Erlangung der vollen Souveränität ist das vereinte Deutschland – die vergrößerte Bundesrepublik – auch bezogen auf seine räumliche Ausdehnung völkerrechtlich vollidentisch (subjektsidentisch) mit dem Deutschen Reich. In der Literatur entwickelte Ansätze, wonach das Deutsche Reich mangels effektiver Staatsgewalt endgültig untergegangen und auf seinem Staatsgebiet ein neuer Staat entstanden sei, vermochten nicht zu überzeugen.
Eine der wichtigsten Argumentationsgrundlagen für diese Gruppierungen ist eine Entscheidung des Bundesverfassungsgerichts aus dem Jahre 1973 (BVerfGE 36, 1 ff.) – wohlgemerkt lange vor der deutschen Wiedervereinigung im Jahr 1990 und den sich daraus ergebenden Konsequenzen für Gesamtdeutschland –, in der es in erster Linie um die Frage der Rechtmäßigkeit des Grundlagenvertrags zwischen der Bundesrepublik (Westdeutschland) und der DDR ging. Im Rahmen dieser Entscheidung stellte das Gericht auch dar, welche völkerrechtlichen Probleme sich nach Ende des Zweiten Weltkrieges durch die Teilung Deutschlands hinsichtlich des deutschen Staates („als Ganzes“) aufgetan hatten. Die für die Reichsideologen wichtigsten Sätze des Urteils lauten:

„Das Grundgesetz – nicht nur eine These der Völkerrechtslehre und der Staatsrechtslehre! – geht davon aus, dass das Deutsche Reich den Zusammenbruch 1945 überdauert hat und weder mit der Kapitulation noch durch Ausübung fremder Staatsgewalt in Deutschland durch die alliierten Okkupationsmächte noch später untergegangen ist; das ergibt sich aus der Präambel, aus Art. 16, Art. 23, Art. 116 und Art. 146 GG. Das entspricht auch der ständigen Rechtsprechung des Bundesverfassungsgerichts, an der der Senat festhält. Das Deutsche Reich existiert fort (BVerfGE 2, 266 [277]; 3, 288 [319 f.]; 5, 85 [126]; 6, 309 [336, 363]), besitzt nach wie vor Rechtsfähigkeit, ist allerdings als Gesamtstaat mangels Organisation, insbesondere mangels institutionalisierter Organe selbst nicht handlungsfähig. […] Mit der Errichtung der Bundesrepublik Deutschland wurde nicht ein neuer westdeutscher Staat gegründet, sondern ein Teil Deutschlands neu organisiert (vgl. Carlo Schmid in der 6. Sitzung des Parlamentarischen Rates – StenBer. S. 70). Die Bundesrepublik Deutschland ist also nicht ‚Rechtsnachfolger‘ des Deutschen Reiches […].“

Diverse „Reichsregierungen“ hielten sich für die laut Bundesverfassungsgericht fehlenden Organe und behaupteten, durch ihre Existenz das Deutsche Reich auf der Grundlage der ihrer Meinung nach noch gültigen Weimarer Verfassung wieder handlungsfähig zu machen oder schon gemacht zu haben. Zudem stützen sie sich auf die Aussage, die Bundesrepublik sei nicht Rechtsnachfolger des Deutschen Reiches. Daher, so die „Reichsregierungen“, habe sie auch keinerlei Befugnisse, für das Deutsche Reich zu handeln. Bemerkenswert ist, dass der letzte Satz der oben zitierten Passage freilich noch etwas weitergeht und vollständig lautet (vgl. ergänzend hierzu die Bundesverfassungsgerichtsentscheidung von 1987 (Az.: 2 BvR 373/83 = BVerfGE 77, 137 ff.)):

„Die Bundesrepublik Deutschland ist also nicht ‚Rechtsnachfolger‘ des Deutschen Reiches, sondern als Staat identisch mit dem Staat ‚Deutsches Reich‘, – in bezug auf seine räumliche Ausdehnung allerdings ‚teilidentisch‘, so daß insoweit die Identität keine Ausschließlichkeit beansprucht.“

„Reichsbürger“ verwickeln sich bei Verwendung dieses Arguments zudem in einen Selbstwiderspruch, soweit sie von der Rechtsgültigkeit des Urteils des Bundesverfassungsgerichts ausgehen, da sie eigentlich dessen Legitimität als Verfassungsorgan der Bundesrepublik Deutschland ablehnen.

### Die Bundesrepublik habe keine (gültige) Verfassung
Eine weitere Argumentationslinie vieler „Reichsbürger“ ergibt sich aus der Aufhebung des Artikels 23 des Grundgesetzes von 1949 im Rahmen der deutschen Wiedervereinigung. Der Artikel regelte den Geltungsbereich des Grundgesetzes vor dem Hintergrund der deutschen Teilung und ermöglichte den Beitritt anderer Teile Deutschlands zu diesem Wirkungsbereich. Der Artikel wurde nach Beschluss vom 12. September 1990 (erklärt im Zwei-plus-Vier-Vertrag) für obsolet befunden, da mit dem Beitritt der DDR die Einigung Deutschlands in seinen endgültigen Grenzen vollzogen werde. Mit Wirksamkeit des Beitritts am 3. Oktober 1990 wurde der Art. 23 GG in seiner alten Fassung aufgehoben. Manche „Reichsbürger“ beziehen sich dabei auf mündliche Äußerungen der Außenminister James Baker und Eduard Schewardnadse; diese hätten am 17. Juli 1990 bei den Zwei-plus-Vier-Verhandlungen in Paris Artikel 23 außer Kraft gesetzt. Das habe ein generelles Erlöschen des Grundgesetzes zur Folge gehabt, da es seit diesem Tag über keinen definierten Geltungsbereich mehr verfüge. Ohne geltendes Grundgesetz sei Deutschland nicht mehr als souveräner Staat zu betrachten. Diese Argumentation übersieht zum einen, dass Wortbeiträge von Außenministern nicht die Verfassung eines Drittstaates außer Kraft setzen können. Zudem ist im Einigungsvertrag (Art. 3) klar der Geltungsbereich des Grundgesetzes definiert:

„Mit dem Wirksamwerden des Beitritts tritt das Grundgesetz für die Bundesrepublik Deutschland […] in den Ländern Brandenburg, Mecklenburg-Vorpommern, Sachsen, Sachsen-Anhalt und Thüringen sowie in dem Teil des Landes Berlin, in dem es bisher nicht galt, […] in Kraft.“

Gleichzeitig wurden in Artikel 4 Nr. 1 des Vertrags die neue Präambel des Grundgesetzes und insbesondere dessen Geltung für Gesamtdeutschland festgelegt:

„Die Deutschen in den Ländern Baden-Württemberg, Bayern, Berlin, Brandenburg, Bremen, Hamburg, Hessen, Mecklenburg-Vorpommern, Niedersachsen, Nordrhein-Westfalen, Rheinland-Pfalz, Saarland, Sachsen, Sachsen-Anhalt, Schleswig-Holstein und Thüringen haben in freier Selbstbestimmung die Einheit und Freiheit Deutschlands vollendet. Damit gilt dieses Grundgesetz für das gesamte Deutsche Volk.“

Auch die Präambel stellt einen rechtlich wirksamen Gesetzesbestandteil dar, durch die Aufhebung des Art. 23 GG durch den Einigungsvertrag (Art. 4 Nr. 2) ergab sich also nie die Situation eines unklaren oder nicht bestehenden Wirkungsbereichs des Grundgesetzes. Davon abgesehen ist bereits die diesem Argument der Reichsanhänger zugrunde liegende Behauptung falsch, Gesetze ohne ausdrücklich genannten Geltungsbereich seien unwirksam:

„In der Regel gelten Gesetze und Rechts-VOn [d. h. Rechtsverordnungen] für das ganze Gebiet der Körperschaft, deren Gesetzgeber oder Verordnungsgeber sie erlassen haben. Wird von dieser Regel eine Ausnahme gemacht, so muß das Gebiet, für das eine Sondervorschrift gesetzt wird, im Gesetz bezeichnet werden.“

Schließlich ist nach gängiger Staatstheorie eine Verfassung oder ein Grundgesetz auch kein entscheidendes Kriterium für eine eventuelle Staatlichkeit.
Ein weiteres Argument einiger „Reichsbürger“ ist ihr Verweis auf den Wortlaut von Artikel 146 des Grundgesetzes, nach dem das Grundgesetz seine Gültigkeit verliert, wenn eine vom Volk beschlossene Verfassung in Kraft tritt. Die „Reichsbürger“ leiten aus den unterschiedlichen Begriffen „Verfassung“ und „Grundgesetz“ ab, dass Letzteres keine Staatsverfassung sei. Diese Interpretation ist falsch, der Parlamentarische Rat hatte ausdrücklich die Aufgabe, eine Verfassung zu erstellen, der Name „Grundgesetz“ war lediglich ein symbolisches politisches Zugeständnis an eine erhoffte baldige Wiedervereinigung, die durch den Erlass einer „Verfassung“ nicht getrübt werden sollte.
Verschiedene Reichsideologen behaupten zudem, das Grundgesetz habe keine direkte demokratische Legitimation, da es ohne Plebiszit auf Geheiß der Hauptsiegermächte des Zweiten Weltkriegs verabschiedet wurde. Allerdings ist eine demokratische Legitimierung für eine Verfassung nicht notwendig. Zudem waren die Mitglieder des Parlamentarischen Rates Delegierte der zuvor demokratisch gewählten deutschen Landtage.

### Die Bundesrepublik sei eine privatrechtliche Organisation
Ein neuerer Ansatz innerhalb der Szene ist, mittels unterschiedlichster Argumentationen zu behaupten, die Bundesrepublik sei kein Staat, sondern eine privatrechtliche Organisation, aus der man austreten könne bzw. welche keine hoheitlichen Befugnisse gegenüber den „Reichsbürgern“ habe. Unter Bezugnahme auf die UN-Resolution A/RES/56/83 versuchen vor allem sogenannte „Selbstverwalter“, mithilfe einer überstaatlichen Rechtsnorm eine eigene staatliche Souveränität zu begründen, verkennen dabei allerdings den Inhalt dieser UN-Resolution. Der Wortlaut der Bestimmung, auf die sie sich beziehen, findet sich in Artikel 9 der Resolution:

„Das Verhalten einer Person oder Personengruppe ist als Handlung eines Staates im Sinne des Völkerrechts zu werten, wenn die Person oder Personengruppe im Falle der Abwesenheit oder des Ausfalls der staatlichen Stellen faktisch hoheitliche Befugnisse ausübt und die Umstände die Ausübung dieser Befugnisse erfordern.“

Bei dem Dokument handelt es sich jedoch um eine Resolution der Vollversammlung. Eine solche hat selbst für die Mitgliedstaaten der Vereinten Nationen nur Empfehlungscharakter, d. h. sie ist rechtlich nicht bindend und gibt wegen der grundsätzlich fehlenden Rechtsverbindlichkeit keine Rechtsgrundlage. In ihrem Kern gewährt die UN-Resolution mitnichten das Recht zur Selbstverwaltung, sondern beschreibt die Verantwortlichkeit von Personen, die quasi-staatliche Macht in einem Gebiet ausüben, in dem es keine staatliche Autorität gibt. Mit ihrer Bezugnahme setzen die „Reichsbürger“ also (unausgesprochen) voraus, dass die Bundesrepublik nicht (mehr) existiert bzw. keine legitime Regierung oder Verwaltung besitzt.
Darüber hinaus argumentieren „Reichsbürger“, die Bundesrepublik Deutschland existiere zwar, doch sei sie kein Staat, sondern eine GmbH („BRD GmbH“), also ein Unternehmen, und ihre Bürger seien nur deren „Personal“, was schon das Vorhandensein eines Personalausweises beweise. Diese Verschwörungstheorie missachtet jedoch die Tatsache, dass der ‚Personalausweis‘ bereits im Reichsgesetzblatt aus dem Jahr 1916 in der Ausgabe Nr. 143, Gesetznr. 5291, S. 601–609, „Bekanntmachung, betreffend Ausführungsvorschriften zu der Paßverordnung“ erwähnt wird, auf S. 603 wird der „Personalausweis als Paßersatz“ bezeichnet und auf S. 609 die zugehörige Mustervorlage abgebildet. Außerdem verweisen sie auf die in Frankfurt am Main ansässige Bundesrepublik Deutschland – Finanzagentur GmbH, ein im Eigentum der Bundesrepublik befindliches Finanzdienstleistungsunternehmen, das lediglich eine von zahlreichen Bundesbeteiligungen darstellt. Die Bundesrepublik habe ihrer Ansicht nach keine Hoheitsgewalt, die Bundeskanzler seien nur eine Art Geschäftsführer, und vor allem sei es möglich, aus dieser GmbH jederzeit auszutreten.

### Deutschland sei noch immer besetzt
Verschiedene „Reichsbürger“-Gruppierungen behaupten, Deutschland sei noch immer von den Alliierten besetzt und befinde sich weiterhin im Kriegszustand. Aus diesem Grund müssten die Alliierten hierzulande mangels eigener Souveränität Deutschlands nach den Regeln der Haager Landkriegsordnung (HLKO) vorgehen. Nicht selten wird von „Reichsideologen“ das Grundgesetz als eine Maßnahme nach Art. 36 HLKO betrachtet, die nach spätestens 60 Jahren aufgehoben werden müsse. Diese Behauptung ist unsinnig, da weder die Haager Landkriegsordnung noch ein anderer Völkervertrag eine solche Forderung enthält. Im Übrigen ist die Bundesrepublik seit dem Inkrafttreten des Deutschlandvertrages 1955 nicht mehr besetzt, und die wiedervereinigte Bundesrepublik Deutschland seit dem Zwei-plus-Vier-Vertrag 1990 ein souveräner Staat.
Unter Bezugnahme auf die Haager Landkriegsordnung bedrohen „Reichsbürger“ verschiedene Behörden, die Gebührenbescheide oder Zwangsvollstreckungen anordnen, mit der Todesstrafe. Die Bescheide werden dabei als „völkerrechtlich verbotene Plünderungen“ der Zivilbevölkerung bezeichnet, die nach Art. 47 HLKO verboten sind. Die Todesstrafe wird allerdings in der HLKO nicht erwähnt, Strafen werden nach ihr von den einzelnen Staaten selbst definiert. Einige „Reichsbürger“ versuchten zudem erfolglos, Unterhaltszahlungen einzuklagen, da Art. 7 HLKO Kriegsbesoldung durch die angeblichen Besatzer im Rahmen des Unterhalts vorsehe.
Laut einer repräsentativen Umfrage der Konrad-Adenauer-Stiftung, die 2021/22 durchgeführt wurde, stimmen etwa fünf Prozent der Deutschen der Aussage zu, dass Deutschland immer noch von den Besatzungsmächten regiert werde.

### Weitere Behauptungen
Nach Erkenntnissen des Bundesamts für Verfassungsschutz (BfV) sind die Behauptungen von „Reichsbürgern“ und „Selbstverwaltern“ durchaus unterschiedlich. In Begründungen taucht etwa die Berufung auf ein historisches Deutsches Reich auf oder es werden verschwörungstheoretische Argumentationsmuster verwendet. Auch ein selbst definiertes Naturrecht wird manchmal angeführt. „Reichsbürger“ und „Selbstverwalter“ argumentieren, dass mit der Aufhebung des Einführungsgesetzes zum Gesetz über Ordnungswidrigkeiten 2007 auch das Ordnungswidrigkeitengesetz selber rechtsunwirksam geworden wäre, weshalb alle diesbezüglichen Bußgelder nichtig seien. Da das Einführungsgesetz von 1968 aber nur Übergangsbestimmungen regelte, war es obsolet und konnte daher ohne weitere Rechtsfolgen aufgehoben werden, die Gültigkeit des Ordnungswidrigkeitengesetzes wurde dadurch nicht tangiert.
Eine andere Argumentation, mit der „Reichsbürger“ in den neuen Bundesländern arbeiten, ist die Behauptung, es gebe dort keine gültigen Landes- und Kommunalverfassungen und mithin fehle den ostdeutschen Ländern und Gemeinden die Rechtsgrundlage zur Erhebung von Abgaben, Bußgeldern und Steuern. Zur Begründung wird auf das Ländereinführungsgesetz der Volkskammer vom 22. Juli 1990 verwiesen, das die Wiedereinführung von Ländern auf dem Gebiet der DDR auf den 14. Oktober 1990 festlegte. Dies sei aber nie rechtsgültig geworden, da der Einigungsvertrag vom 31. August 1990 den Beitritt der DDR auf den 3. Oktober 1990 festlegte. Diese Argumentation ignoriert aber Art. 1 des Einigungsvertrages, in dem unter Bezugnahme auf das Ländereinführungsgesetz die Bildung der fünf neuen Länder auf das Datum der Wiedervereinigung vorverlegt wurde.

## Schätzungen zur Größe der Anhängerschaft
Die Datenerhebung staatlicher Stellen zu „Reichsbürgern“ ist verhältnismäßig jung. Zahlen zu Menschen, die sich dem „Reichsbürger“-Spektrum zugehörig fühlen oder die der Gruppe zugerechnet werden, konnte die Bundesregierung nach einer Kleinen Anfrage im Jahr 2012 noch nicht nennen. Man vermutete jedoch damals, dass „der extremistische Anteil“ bei einer „unteren dreistelligen Zahl“ liege. Eine weitere Kleine Anfrage unter Beteiligung der im Wesentlichen selben Anfragesteller, mit dem gleichen Anfragetitel und zum Teil gleich- oder ähnlich lautenden Detailfragen wie bei der zuvor genannten Anfrage (u. a. zur geschätzten Personenzahl) wurde im Juli 2016 wie folgt beantwortet: „Aufgrund der Zersplitterung und Heterogenität liegen zur ‚Reichsbürgerszene‘ keine belastbaren Gesamtzahlen zum Personenpotenzial vor.“
Erst seit dem Mord an einem SEK-Beamten und verschiedenen anderen schweren Gewalttaten gegen Polizeibeamte im Jahr 2016 wird die Szene bundesweit einheitlich vom Bundesamt und den Landesbehörden für Verfassungsschutz beobachtet und gezählt: Seit Herbst 2016 werden Anhänger der sogenannten Reichsbürger- und Selbstverwalterszene vom BfV als „staatsfeindliche Bewegung“ wahrgenommen und seit Dezember 2016 stehen „Reichsbürger und Selbstverwalter“ als sogenanntes Sammel-Beobachtungsobjekt unter intensivierter Beobachtung von Bund und Ländern.
Nach Angaben der einzelnen Landesbehörden für Verfassungsschutz nahm die Anzahl der von den Behörden erfassten „Reichsbürger“ bis Januar 2018 auf etwa 15.600 zu. Ihre Zahl sei damit innerhalb eines Jahres um 56 Prozent gestiegen. Ein großer Teil dieses Anstiegs resultiert allerdings daraus, dass die „Reichsbürger“ erst seit 2016 bundesweit systematisch gezählt werden, seitdem also vor allem das vorhandene Dunkelfeld schrittweise aufgeklärt wurde.
Auf eine Anfrage der Partei Die Linke teilte das Bundesinnenministerium (BMI) im Mai 2018 mit, es gebe keine Dienstvorschrift für Bundespolizei, Bundeszollverwaltung und Bundeskriminalamt, wonach die Vorlage szenetypischer Fantasiedokumente der „Reichsbürger“ zu erfassen und zu dokumentieren seien. Dies erfolge nur im Zusammenhang mit etwaigen Straftaten. Derzeit gehe man von etwa 18.000 Mitgliedern aus, andere Schätzungen nennen rund 19.000 Anhänger.
Das BfV ging 2020 davon aus, dass deutschlandweit der Szene etwa 20.000 Personen zuzurechnen waren. Bei etwa 1.000 davon handelte es sich um Rechtsextremisten. Im Folgejahr stieg das Potential weiter auf 21.000 Personen (2021). Im November 2023 schätzte das Bundesamt für Verfassungsschutz die Zahl der „Reichsbürger“ und „Selbstverwalter“ auf 23.000.

## Strukturelle Charakteristika der Anhängerschaft und Ursachen
Die „Reichsbürger“-Szene entstand in den 1980er Jahren und tritt seit 2010 verstärkt in Erscheinung, einzelne Akteure seit 2013 auch mit gewaltbereiter Militanz. Das Bundesamt für Verfassungsschutz (BfV) rechnete dem Spektrum mehr als 20.000 Personen zu. Davon gelten etwa 1.000 Personen als Rechtsextremisten (Stand: 15. Juni 2021). Das BfV, die Landesbehörden für Verfassungsschutz und das Bundeskriminalamt schätzten 2018, dass von 2015 bis Mitte 2017 über 10.500 Straftaten von „Reichsbürgern“ begangen wurden. Im Jahr 2018 lebten die meisten Reichsbürger in Deutschland in Bayern (4.200) und Baden-Württemberg (3.000). Pro 100.000 Einwohner leben die meisten Reichsbürger in Thüringen (42), Sachsen (37) und Bayern (31), die wenigsten im Saarland (12), in Schleswig-Holstein (9) und in Hamburg (7). In Bayern sind Angehörige der Szene in den Regierungsbezirken Mittelfranken, Unterfranken und Oberbayern überdurchschnittlich vertreten.
Das Durchschnittsalter der „Reichsbürger“ und der „Selbstverwalter“ liegt laut LfV Niedersachsen zwischen 40 und 60 Jahren. Die Szene ist mit einem Anteil von ungefähr drei Vierteln männlich dominiert. Auch wenn der Frauenanteil von rund einem Viertel gering wirkt, ist er im Vergleich zur rechtsextremistischen Szene höher. Frauen übernehmen teilweise herausragende Funktionen in der Szene, so etwa in der Gruppierung „Deutsches Reich – Freistaat Preußen“ oder der 2020 verbotenen Vereinigung „Geeinte deutsche Völker und Stämme“.
Laut der Bayerischen Informationsstelle gegen Extremismus ist „die Szene der Reichsbürger und Selbstverwalter sehr heterogen. Sie setzt sich zusammen aus zahlreichen Einzelpersonen und verschiedenen Gruppierungen, die aus ganz unterschiedlichen Motiven heraus der Reichsbürgerideologie anhängen. In der Szene gibt es Geschäftemacher, Verschwörungstheoretiker, Rechtsextremisten, Querulanten, Esoteriker und verschiedene Personengruppen, die untereinander konkurrieren und persönliche oder ideologische Konflikte austragen. Dies führt häufig zu Abspaltungen und Neugründungen innerhalb der Reichsbürgerszene. Rund zwei Drittel der in Bayern identifizierten Personen sind männlich. Die Altersstruktur innerhalb der Szene unterscheidet sich erheblich von der in anderen Phänomenbereichen. Während dort häufig jüngere Menschen stark vertreten sind, liegt der Schwerpunkt dieser Szene im Alterssegment der 40- bis 69-Jährigen, wobei hier die Gruppe der Personen zwischen 50 und 59 Jahren dominiert. Einige der Reichsbürger und Selbstverwalter in Bayern organisieren sich in formalen Organisationen. Die große Mehrheit ist jedoch als „Einzelkämpfer“ oder in informellen Netzwerken aktiv.“
Laut dem Psychologen Marius Raab steckt „in dieser Ideologie etwas drin, was unterschiedlichen Menschen Hilfe gibt oder sogar einen Sinn. Es sind meistens Menschen mittleren Alters, überwiegend männlich. Bei ihnen ist die Vermutung, dass sie durch Veränderungen der Geschlechterrollen den Halt verloren haben oder ihre Stellung in der Gesellschaft bedroht sehen. Dann gibt es Menschen, die aus voller Überzeugung davon ausgehen, dass unsere Gesellschaft so gut wie kollabiert ist.“ Die Überschneidungen der Anhängerschaft zum Rechtsextremismus lägen laut Behördenschätzungen bei 10 bis 30 Prozent. Die Rechtsextremen lehnen aber unsere Rechtsordnung ab, die „Reichsbürger“ beziehen sich oft auf Gesetze, aus denen sie eine eigene Argumentation ableiten. Das sind zwei ganz unterschiedliche Arten, den Staat zu delegitimieren. Wir sehen bei vielen ideologischen Phänomenen Kränkungen und Brüche. Bei den Biografien von „Reichsbürgern“, die Raab sich angeschaut hatte, „geht es oft um kleine Brüche oder Ungerechtigkeiten, die jedem mal passieren können. Da hat jemand 3.000 Euro Schulden oder die Ehe geht auseinander. Das ist dann der Punkt, wo jemand falsch abbiegt. Wenn Persönlichkeit, soziale Umgebung und Kränkung zusammenkommen, kommen sie auf die Idee, den Staat abzulehnen, der in dieser Kränkung eine gewisse Rolle spielt. Das führt dann dazu, ihn zu delegitimieren. Auch mit einem hohen Einkommen oder einem hohen Bildungsgrad kann jemand das Gefühl haben, auf der Stelle zu treten und nicht gehört zu werden. Es haben sich viele Menschen entmündigt gefühlt während der Corona-Pandemie, die finanziell nicht von der Teilhabe ausgeschlossen waren. Eine Radikalisierung kann auch Menschen betreffen, die sechsstellig verdienen und einen Doktortitel haben.“
Michael Blume sieht die Ursachen der Reichsbürgerbewegung in Süddeutschland und im Alpenraum in den traditionell sehr starken „esoterischen und alternativen Weltanschauungen, etwa die Anthroposophie“. Die Menschen [in jenem geografischen Raum] legten schon immer großen Wert auf Autonomie und selbstständiges Leben. Die südlichen Bundesländer liegen weit weg von den politischen Zentren. „In Regionen, wo sich Menschen zwischen den Bergen selber organisieren, entsteht Ehrenamt, Zivilgesellschaft, Parlamente. Aber leider auch ein Hang zu Verschwörungsmythen und Esoterik.“ Das beobachte man in Baden-Württemberg, aber auch in Bayern, Österreich oder der Schweiz. Das heiße nicht, dass jeder Esoteriker zum gefährlichen Staatsfeind werden könne, aber das Radikalisierungspotenzial sei größer. Wer etwa alternative Medizin einkaufe, weil er den Ärzten nicht traue, sei auch generell anfälliger, andere Institutionen zu hinterfragen, und könne in einer Art Radikalisierungsspirale landen. „Reichsbürger sind leider ein extremer Ausdruck davon.“ Wer so tief abgedriftet ist, dass er den Verschwörungsmythen der Reichsbürger anhänge, stelle sich oft ein von vielen verschiedenen Strömungen beeinflusstes Weltbild zusammen, meint Blume: „Ein bisschen Esoterik, ein bisschen Germanentum, ein bisschen Antisemitismus, so, dass es für einen selber passt – auch wenn man von außen draufschaut und sagt, das passt doch hinten und vorne nicht.“ Der Wohlstand in Baden-Württemberg stehe nicht im Widerspruch zu diesen extremen Ausprägungen. Im Gegenteil: Die sozioökonomischen Strukturen begünstigten radikale Ansichten oftmals sogar. „Wer ein Haus gebaut hat, hat auch etwas zu verlieren“. Reichsbürger seien oft keinesfalls arme und ungebildete Menschen, sondern Menschen, die etwas erreicht hätten im Leben und nun glaubten, sie müssten das gegen eine Verschwörung verteidigen. Ein guter Nährboden für radikale Ansichten: Deshalb sei auch die Querdenken-Bewegung im Raum Stuttgart entstanden. Auch deshalb gebe es in Baden-Württemberg zahlreiche florierende Verlage, die Verschwörungsmythen und radikale Ansichten publizierten – und damit ein Geschäft machen. Denn auch das sei Teil der Geschichte: „Es ist eben auch deswegen in Süddeutschland so stark, weil man hier damit so richtig Geld machen kann.“

## Aktivitäten und Ziele

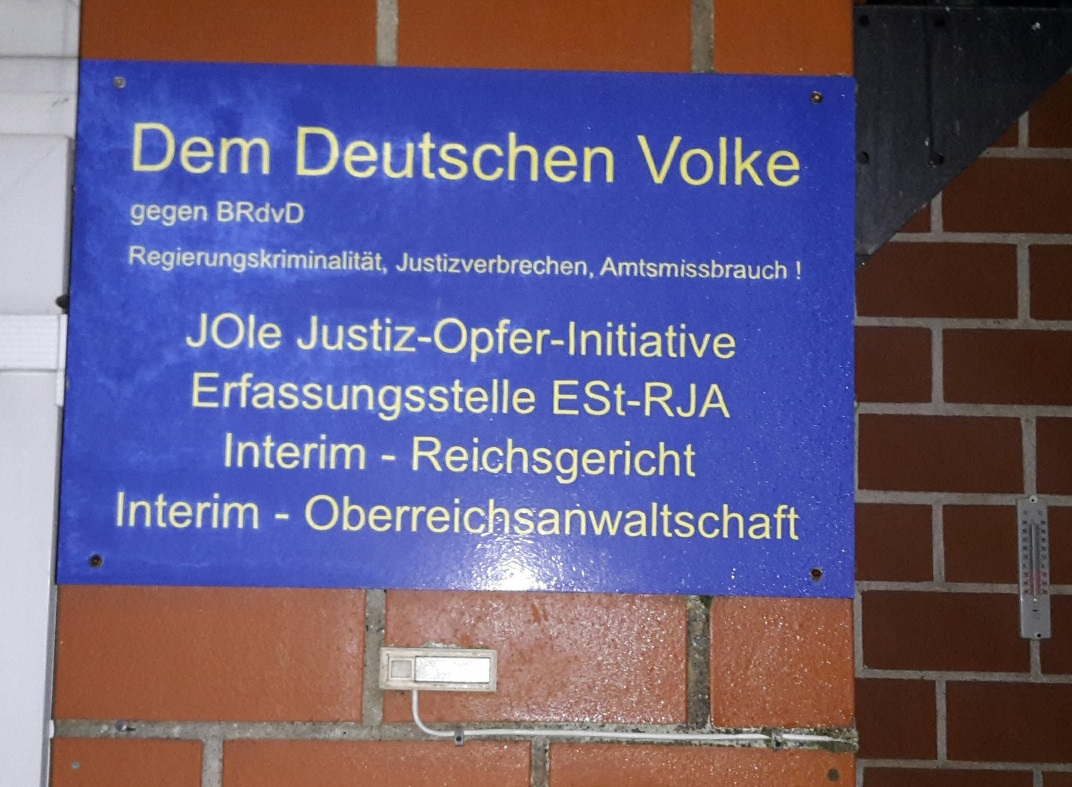
Schild am Hauseingang eines Anhängers der Reichsbürgerbewegung (mit Abkürzungen von Fantasiebezeichnungen: BRdvD = „Bundesrepublik des vereinten Deutschlands“; JOIe = „Justiz-Opfer-Initiative“; ESt-RJA = „Erfassungsstelle für BRdvD-Regierungskriminalität, Justizverbrechen und Amtsmissbrauch“)

### Ausstellung von Scheindokumenten und Geldmacherei
Eine Haupttätigkeit der „Reichsregierungen“ besteht darin, gestützt auf absurde Theorien und eine abwegige juristische Argumentation allerlei „offizielle“ Papiere gegen zum Teil exorbitant hohes Entgelt auszugeben. Neben „Reichsführerscheinen“, „Reichsbaugenehmigungen“ oder „Reichsgewerbescheinen“ sind dies vor allem „Reichspersonal-“ oder „-personenausweise“ (zum Teil auch als „Reichspässe“ bezeichnet). Den Käufern dieser Papiere machen sie vor, sich damit der Jurisdiktion der Bundesrepublik entziehen und so Gebührenbescheide, Gerichtsurteile usw. ignorieren zu können. Dabei handelt es sich zwar um einen reinen Fantasiepass, sodass eine Strafbarkeit wegen Urkundenfälschung nicht in Betracht kommt, solange die von den „Reichsregierungen“ herausgegebenen Papiere „in keiner Weise den Anschein amtlicher Dokumente erwecken“. Das heißt aber nicht, dass bei Gebrauch je nach Situation eine Strafbarkeit wegen Urkundenfälschung nicht möglich wäre, z. B. beim Versuch der Kontoeröffnung unter Vorlage eines „Reichspersonalausweises“. Je nach Ausgestaltung und Zweck des „Reichsausweises“ kann eine Ordnungswidrigkeit nach § 124 OWiG wegen unbefugter Benutzung („missbräuchliche Verwendung des Bundesadlers“) vorliegen.
Neben der Einnahmequelle des Ausstellens von Fantasiepapieren gegen Entgelt finanzieren sich selbsternannte „Reichsregierungen“ und andere Anhänger der Reichsbürgerideologie mittels Erhebung von Beiträgen gegenüber Mitgliedern und Sympathisanten, die z. B. als „Reichssteuern“ bezeichnet werden. Außerdem werden diverse Merchandising-Produkte wie Krawattennadeln oder Aufkleber vertrieben.

### Vermeidung von Gebühren, Strafzahlungen und Gerichtsbeschlüssen
Zahlreiche Anhänger der Szene versuchen, Sozialleistungen mit Berufung auf die Haager Landkriegsordnung einzuklagen, die Kraftfahrzeugsteuer zu hinterziehen oder die Rechtskraft von Bußgeld-, Gebühren- oder Steuerbescheiden zu bestreiten mit der Begründung, die Bundesrepublik sei nicht berechtigt, etwa eine Steuer zu erheben oder Sanktionen nach Straf- und Bußgeldverfahrensrecht vorzunehmen. In solchen Fällen lässt sich nicht immer differenzieren, ob der Bezug auf die Argumentation der „Reichsbürger“ von dem Wunsch, die Zahlung prinzipiell abzuwenden, oder aus Gutgläubigkeit heraus motiviert ist. Mitarbeiter in Gerichten und Behörden werden mit Todesstrafe bedroht, die die angesichts des angeblich fortlaufenden Besatzungszustands gültige Haager Landkriegsordnung bei Plünderung vorsehe. Gerichtsverfahren werden durch ausführliche pseudojuristische Argumentationen in die Länge gezogen, Mitarbeiter von Kommunalverwaltungen werden mit der Forderung, die „Gründungsurkunde“ der jeweiligen Gemeinde vorzuweisen, verunsichert.
Teilweise bauen Akteure der Szene als Reaktion auf Geldforderungen von Behörden eine eigene Drohkulisse auf und verlangen im Gegenzug „Gebühren“ und „Strafen“ von deren Mitarbeitern. Sie argumentieren, die gegen sie erhobenen Forderungen beruhten auf privatrechtlichen Verträgen, deren Zustandekommen die „Reichsbürger“ schlicht ablehnen könnten. Sie drohen dann damit, das Stellen weiterer Forderungen mit selbst erdachten „Vertragsstrafen“ in beträchtlicher Höhe gegenüber den Mitarbeitern der Behörde zu belegen. Diese Fantasiestrafen tragen die „Reichsbürger“ anschließend in das Register des amerikanischen Uniform Commercial Code (UCC) ein (wo keine rechtliche Prüfung der Forderungen stattfindet). Danach treten sie ihre „Forderungen“ an ein in Malta ansässiges Inkassounternehmen ab, welches schlussendlich einen Mahnbescheid beim lokalen Amtsgericht gegen den Behördenmitarbeiter beantragt (siehe „Malta-Inkasso“). Die zuständigen Gerichtsbehörden lehnten solche Forderungen jedoch bisher grundsätzlich als unbegründet ab.

### Straftaten und Militanz
Das BfV und das BKA schätzten in einem Lagebericht vom April 2018, dass von 2015 bis Mitte 2017 mehr als 10.500 Straftaten durch „Reichsbürger“ begangen wurden. Nachdem das Gros der von Anhängern der Szene anfangs begangenen Straftaten und Ordnungswidrigkeiten wie das Verweigern von Strafzahlungen und das Fahren ohne Fahrerlaubnis von den Behörden eher als lästig wahrgenommen wurde, änderte sich diese Einschätzung mit zunehmender Militanz von Teilen der Szene in den 2010er Jahren. Im Jahr 2012 verhinderten „Reichsbürger“, die sich in einer bürgerwehrähnlichen Organisation, dem sogenannten Deutsche Polizei Hilfswerk, zusammengeschlossen hatten, eine Zwangsvollstreckung bei einem ihrer Mitglieder, indem sie einen Gerichtsvollzieher zu fesseln versuchten und an der Flucht hinderten. Des Weiteren bedrängten Mitglieder der Gruppe Mitarbeiter verschiedener Finanzbehörden. Im August 2016 bedrohte ein „Selbstverwalter“ ein Spezialeinsatzkommando (SEK) bei einer Razzia auf seinem Grundstück mit einer Schusswaffe und verletzte einen der Beamten leicht. Zwei Monate später tötete ein Angehöriger der Szene, ebenfalls bei einer durchgeführten Razzia, durch Schüsse einen SEK-Polizisten (siehe Polizistenmord in Georgensgmünd 2016). Etwa fünf Prozent der Szene sind laut Verfassungsschutzbericht 2018 waffenaffin.
Am 29. August 2020 waren Anhänger der Reichsbürgerszene an einer versuchten Erstürmung des Reichstagsgebäudes beteiligt. Dabei hatten nach einer Demonstration gegen die Corona-Maßnahmen über 400 Personen, einige von ihnen mit Flaggen des Deutschen Reichs, die Absperrungen durchbrochen und versucht, gewaltsam in das Parlament einzudringen. Sie wurden von der Polizei beim Deutschen Bundestag aufgehalten, knapp 300 Ermittlungsverfahren wurden eingeleitet.

### Milieumanager
Als „Milieumanager“ werden Protagonisten der Szene bezeichnet, die aus eigennützigen Gründen ein Interesse an einem Nachlassen der Unterstützung für das politische System der Bundesrepublik haben. Sie nutzen politische Krisensituationen wie die Eurokrise oder den russisch-ukrainischen Krieg aus und suchen gezielt die Öffentlichkeit, um mit dem Verkauf von Rechts- und Steuerberatung, Seminaren, Geldanlagen, Büchern und anderen Medien Geld zu verdienen. Beliebte Medien für ihre Öffentlichkeitsarbeit sind das Internet oder zum Beispiel die „Montagsdemonstrationen“. Sie sind nicht zwingend Rechtsextremisten und verfolgen häufig eine bewusst legalistische Strategie. Ein Beispiel für solche Vertreter ist der Verschwörungstheoretiker Jo Conrad, der 2012 mit seinem Projekt „Aufbruch Gold-Rot-Schwarz“ (GRS) und seinem sogenannten „Deutschland-Projekt“ versuchte, das unstrukturierte „Reichsbürger“-Milieu für eine „Neuordnung Deutschlands“ zu gewinnen.

### Rechtsextremismus und Neigung zu irrationalen Ansichten
Reichsideologen befinden sich vorwiegend im Umfeld von Verschwörungstheorien und teilweise der rechtsesoterischen und rechtsextremistischen Szene. Neben diesen gibt es eine große Anzahl untereinander konkurrierender Klientelen: selbsternannte Justizopfer, Querulanten oder anderweitig Verhaltensauffällige können sich dahinter verbergen. Ebenso fällt eine Vielzahl von Anhängern esoterischer, sektiererischer und fantastischer Ideen darunter, die sich der streng logischen Struktur einer rechtswissenschaftlichen Argumentation verschließen. Während der Corona-Pandemie gab es auch Überschneidungen mit dem Querdenker-Milieu.
Der tatsächliche Einfluss der Exilregierung in der rechtsextremistischen Szene wird im Verfassungsschutzbericht 2005 des Verfassungsschutzes Niedersachsen als gering eingestuft. „Ein Teil der so genannten Reichsbürger ist einfach nur ein bisschen spinnert, ein anderer Teil ist klar rechtsextrem“, so die Leiterin des brandenburgischen Verfassungsschutzes von 2002 bis 2013 und vormalige Polizeipräsidentin von Frankfurt (Oder), Winfriede Schreiber.

### Selbstverwalter
Als „Selbstverwalter“ wird eine heterogene Gruppe von Einzelpersonen bezeichnet, die dem „Reichsbürger“-Spektrum nahestehen und die der Überzeugung sind, sie seien nicht mehr den Gesetzen der Bundesrepublik Deutschland unterworfen. „Selbstverwalter“ sehen sich als völlig autonome Wesen und meinen, an keinerlei staatliche oder kommunale Einschränkungen gebunden zu sein, wodurch sie nach eigenem Ermessen darüber entscheiden könnten, Bescheide anzuerkennen oder auch nicht. Im Unterschied zu den Reichsideologen ist ihre politische Ausrichtung nicht zwingend auf das Deutsche Reich fokussiert. Gemeinsam ist die Verwendung nahezu identischer Argumentationsmuster. „Selbstverwalter“ berufen sich allerdings häufig auf ein Urteil des Bundesverfassungsgerichts vom 31. Juli 1973 und den Fortbestand des Deutschen Reiches. Sie bezeichnen sich oft als „natürliche Person im Sinne des § 1 des staatlichen BGB“. Teilweise sehen sie sich als eigener Staat mit Verfassung, die dann z. B. im Umkreis von fünf Metern um die „selbstverwaltete Person“ gelten soll.
Einige dieser Personen berufen sich auf die UN-Resolution A/RES/56/83 („Staatliche Selbstverwaltung [gem. UN Resolution A/Res/56/83]“). Diese Resolution beschreibt indes eine Willensbekundung und kein bindendes Recht. Andere beziehen sich auf das Deutsche Reich, von dessen Weiterbestehen sie überzeugt sind, wieder andere behaupten, durch eine Erklärung aus der Bundesrepublik ausscheiden zu können, bzw. diese sei gar nicht existent. Die dafür genutzten Argumente sind meist deckungsgleich mit denen der Reichsideologen; von einigen Autoren werden „Selbstverwalter“ daher ebenfalls zu den „Reichsbürgern“ gezählt.
Die entsprechenden Argumente sind 2009 erstmals in der Reichsbürger-Szene aufgetaucht. Im Gegensatz zu den vor allem in Westdeutschland vertretenen „Reichsregierungen“ sind „Selbstverwalter“ vor allem in Ostdeutschland verbreitet. Im Vergleich zu anderen „Reichsbürgern“ ist Rechtsextremismus bei ihnen weniger stark vertreten. Ihre Motivation scheint hier vor allem das Reagieren auf politische Unzufriedenheit sowie das „Lösen“ persönlicher finanzieller Probleme zu sein. Das BKA bewertet die „Selbstverwalter“ laut einem internen Lagebild als tendenziell gefährlicher und mit einem höheren Eskalationspotential versehen. Denn anders als die von einem autoritären Staatsverständnis geprägten „Reichsbürger“ lehnen „Selbstverwalter“ (fremd-)staatliche Bevormundung vollständig ab und seien zum Teil bereit, ihre Autonomie auch mit Waffengewalt zu verteidigen. Beispiele für „Selbstverwalter“, die dies in die Tat umsetzten, sind der Täter, der im Oktober 2016 bei einer Razzia auf seinem Grundstück in Georgensgmünd einen Polizisten erschoss, sowie Adrian Ursache, der im August 2016 bei der Zwangsräumung in seinem selbstverwalteten Mini-„Staat Ur“ in Reuden einen Polizisten anschoss und bei der Schießerei selbst schwer verletzt wurde.
Ein weiterer bekannter Vertreter dieser Theorien ist seit dem „Putsch“ in der Republik Freies Deutschland deren Gründer Peter Frühwald, der die Arbeitsgemeinschaft Staatliche Selbstverwaltung (sogenannte StaSeVe; auch Arbeitsgemeinschaft der Staatlichen Selbstverwaltungen…, kurz StaSeVe-ARGE oder ARGE StaSeVe) aufbaute, die entsprechende Theorien erarbeitet und im Internet zum Download anbietet. Der 2014 für die Alternative für Deutschland (AfD) in den Stadtrat von Bad Kreuznach gewählte Rainer Wink, der 2011 und 2014 auch als Parteiloser für das Amt des Oberbürgermeisters von Bad Kreuznach kandidierte, behauptete noch 2014 in einem Schreiben an den Stadtrat, dass es seit 1990 keinen deutschen Staat mehr gäbe. Deshalb könne er selbst auch nicht dessen Staatsbürger sein und beanspruchte für sich eine „staatliche Selbstverwaltung“. Außerdem erkenne er nur die „kaiserliche Verfassung aus dem Jahre 1850“ sowie die Rechtsordnung vor dem 1. Januar 1914 an. Wink wurde daraufhin aus dem Stadtrat ausgeschlossen.

## Umgang staatlicher Behörden mit „Reichsbürgern“

### Beobachtung durch den Verfassungsschutz
Die deutsche Reichsbürgerbewegung wird seit November 2016 bundesweit vom Bundesamt für Verfassungsschutz beobachtet. Als erstes Bundesland hatte zuvor schon Sachsen-Anhalt eine landesweite Beobachtung durch seinen Verfassungsschutz eingeleitet. Seit 2020 werden sie von sämtlichen Landesämtern unter dem Oberbegriff „Reichsbürger und Selbstverwalter“ in ihren Zuständigkeitsbereichen beobachtet. Namentlich bei den „Reichsbürgern“ werden in der wissenschaftlichen Literatur in mancher Hinsicht „häufig Bezüge zum Rechtsextremismus“ gesehen. Der Verfassungsschutzbericht 2020 konstatiert dagegen, dass nur ein kleiner Teil der „Reichsbürger“ und „Selbstverwalter“ Rechtsextremisten sind. Zwar gebe es ideologische Überschneidungen, „bei den allermeisten Szeneangehörigen“ seien „rechtsextremistische Ideologieelemente jedoch nur gering bis gar nicht auszumachen“. Laut Hamburger Verfassungsschutz werden die Bestrebungen der „Reichsbürger“ als „Extremismus eigener Art“ oder „Extremismus sui generis“ bezeichnet.

### Umgang in Behörden und Gerichten
Nachdem es immer häufiger vorgekommen war, dass Schreiben von „Reichsregierungen“ oder „Reichsbürgern“ an Verwaltungsbehörden oder an Polizeidienststellen verschickt wurden, begannen einzelne Landesverfassungsschutzämter Ratgeber-Broschüren zum geeigneten Umgang von Behörden mit solchen Schreiben herauszugeben. Darin wird den echten Behörden empfohlen, sich auf keine Diskussionen mit Bürgern einzulassen, die dergleichen Argumentationen vorbringen. Der dienstliche Schriftwechsel mit solchen Bürgern soll auf das Notwendige beschränkt werden. Auf eingereichte Proklamationen von Scheinstaaten oder Scheinregierungen soll nicht reagiert werden. Zudem sollen eingelegte Widersprüche oder ähnliche Schriftsätze, die die Rechtmäßigkeit der Bundesrepublik Deutschland bestreiten, unverzüglich als unbegründet zurückgewiesen werden.
Einzelne „Reichsdeutsche“ versuchen auch immer wieder, ihre Vorstellungen vor Gericht damit zu verfolgen, dass sie die Gültigkeit des deutschen Grundgesetzes und somit die Gültigkeit der gesamten bundesdeutschen Gesetzgebung bestreiten, was aber lapidar dahingehend beantwortet wird, dass ihnen „ideologisch bedingte Wahnvorstellungen“ unterstellt werden. In den Urteilen deutscher Gerichte, die dazu ergangen sind, wurden solche Einwände von „Reichsdeutschen“ stets als unbegründet abgewiesen. Die Gerichte stellen in solchen Fällen meistens ausdrücklich fest, dass die Bundesrepublik Deutschland in den Grenzen von 1990 (nach der Wiedervereinigung) der gegenwärtige deutsche Nationalstaat ist und es einen anderen deutschen Staat oder eine andere deutsche Gesetzgebung nicht gibt.
Das Brandenburgische Institut für Gemeinwesenberatung (demos) mit Sitz in Potsdam veröffentlichte im Januar 2016 die Publikation „Reichsbürger“ – Ein Handbuch, das Verwaltungsmitarbeitern Handlungsempfehlungen im Umgang mit „Reichsbürgern“ geben soll. Mehrere der Autoren wie Michael Hüllen und Heiko Homburg sind Mitarbeiter des Verfassungsschutzes Brandenburg.
Die hartnäckige Leugnung der Geltung einer Reihe von Gesetzen, das Beharren darauf, der „Reichsbürger“ habe sich dem geltenden System entzogen, und die wiederholte Forderung nach Schadensersatz in Form von Feinunzen Gold können die Vermutung einer psychischen Störung mit verkehrsrechtlicher Relevanz im Sinne der Nummer 7 der Anlage 4 zur FeV begründen. Verweigert der Reichsbürger die Mitarbeit an der Medizinisch-Psychologischen Untersuchung (MPU), so ist ihm die Fahrerlaubnis zu entziehen. Völlig diffuse Wahrnehmungen des bestehenden Rechtssystems offenbarten erhebliche Zweifel an der Kraftfahreignung im Sinne einer möglichen Psychose und rechtfertigen die Anordnung einer MPU durch die Behörde. Weigert sich der „Reichsbürger“, daran mitzuwirken, soll ihm die Fahrerlaubnis entzogen werden.

### Gewaltbereitschaft und Waffenbesitz
Der Bundesvorsitzende der Deutschen Polizeigewerkschaft, Rainer Wendt, stellte im August 2016 fest, dass es eine zunehmende Gewaltbereitschaft selbsternannter „Reichsbürger“ gebe, die zu einer Gefahr für die Beamten im Alltag werde: „Öffentlich Beschäftigte, die mit Reichsbürgern in Kontakt kommen, müssen mit massiver Gegenwehr und auch mit Gewalt rechnen“. Insbesondere gefährdet seien Gerichtsvollzieher.
Am 19. Oktober 2016 kam es dann bei einem Polizeieinsatz in Georgensgmünd und dem Versuch eines Spezialeinsatzkommandos der Bayerischen Polizei, nach Entzug der Waffenbesitzkarte bei einem „Reichsbürger“ die im Haus gelagerten 31 Waffen zu beschlagnahmen, zu einem Schusswechsel, bei dem drei Polizisten verletzt wurden und einer seinen Verletzungen erlag. Von der Rechtsextremismus-Expertin Birgit Mair wurde der Waffenbesitzer als „extrem rechts“ eingestuft. Der tödliche Schuss änderte die gesamte Wahrnehmung der Reichsbürger- und Selbstverwalterbewegung durch die Sicherheitsbehörden.
In der Folgezeit verabredeten die Innenminister der Länder, sogenannten Reichsbürgern die waffenrechtlichen Erlaubnisse zu entziehen und ihnen auf diese Weise den legalen Waffenbesitz zu verwehren. Lehnt jemand die Rechtsordnung der Bundesrepublik Deutschland offensiv ab und verneint damit zugleich die Verbindlichkeit ihrer Gesetze für sich, so ist nicht mehr gewährleistet, dass er mit Waffen und Munition ordnungsgemäß entsprechend den Vorschriften des Waffengesetzes umgeht, weshalb er als waffenrechtlich nicht zuverlässig im Sinne des § 5 WaffG anzusehen sei. Auch kann einem sogenannten Reichsbürger die Fahrerlaubnis entzogen werden, wenn er sich mit umfangreichen wirren Schriftsätzen an die Fahrerlaubnisbehörde wendet und so den Verdacht einer psychischen Störung begründet. Allerdings darf die Anordnung einer Fahreignungsüberprüfung nicht allgemein darauf gestützt werden, dass der Betroffene der Reichsbürgerbewegung angehört.
Infolge dieser und weiterer Vorfälle erwog das BMI eine bundesweite Beobachtung der Reichsbürger-Szene durch das BfV: „Insbesondere Vorfälle wie in Sachsen-Anhalt und in Bayern, als Reichsbürger gewalttätig wurden und Waffen einsetzten, zeigen, dass eine Beobachtung des BfV sinnvoll sein kann.“ Bis zum 21. November 2016 wurde die Szene zwar in einigen Bundesländern, nicht aber als Ganzes im Bund beobachtet. Insbesondere soll unter Einbeziehung der Länder geprüft werden, ob es bei der bisherigen Bewertung („heterogen und zersplittert“) bleiben kann. Bereits im August 2016 habe man „darauf hingewirkt, dass Verfassungsschutz- und Waffenbehörden der Länder bei der Entziehung der waffenrechtlichen Erlaubnis bei Rechtsextremisten noch enger zusammenarbeiteten“. Das Verwaltungsgericht Gießen beschloss im Juni 2018, dass „Reichsbürgern“ die waffenrechtliche Erlaubnis entzogen werden darf; der Beschluss ist noch nicht rechtskräftig.
In der Folge tauschten die Behörden Informationen darüber aus, wer als Reichsbürger einzustufen sei. Schon das Verwaltungsgericht Gera hatte im September 2015 erkannt, einfache Sympathiebekundungen gegenüber reichsbürgerlichen Behauptungen allein führten nicht zur waffenrechtlichen Unzuverlässigkeit nach § 5 WaffG. Ständige Rechtsprechung ist es allerdings, dass die Gerichte annehmen, bei den als gefährlich einzustufenden Waffen bestehe ein gewisses Restrisiko, das aber nur hingenommen werden müsse, wenn davon auszugehen sei, dass der Besitzer auch verantwortlich mit Waffen und Munition umgehe, sich insbesondere an die gesetzlichen Vorgaben zur Aufbewahrung halte. Gerade letzteres sei bei Anhängern der Reichsbürger-Szene nicht anzunehmen, da sich diese nur von Fall zu Fall entschieden, ob ein Gesetz nun gerade für sie gelte oder nicht. Daher sei bei Personen, die die Rechtsordnung der Bundesrepublik Deutschland offensiv ablehnen, grundsätzlich von einer waffenrechtlichen Unzuverlässigkeit auszugehen.
Das Oberverwaltungsgericht Rheinland-Pfalz hat am 3. Dezember 2018 entschieden, Reichsbürger seien „waffenrechtlich unzuverlässig“ und müssten ihre Waffen samt Munition abgeben. Auch können „Reichsbürger“ das Schöffenamt nicht bekleiden, nach Auffassung des Verwaltungsgerichts Düsseldorf fehlt ihnen ebenso die für den Pilotenschein nötige Zuverlässigkeit, Luftfahrzeuge zu führen.
Am 7. Dezember 2022 veranlasste der Generalbundesanwalt und die Bundesanwaltschaft die Festnahme von 25 Personen der Patriotischen Union. Dabei wurden auch mehrere Waffen sichergestellt.

### Mögliche Verbindungen zu ausländischen Geheimdiensten
Laut des Landesamtes für Verfassungsschutz NRW stehen einige „Reichsbürger“ unter dem Einfluss des russischen Auslandsgeheimdienstes. Dieser nutze sie, um Deutschland gezielt zu destabilisieren, etwa indem Influencer der Szene auf Social Media durch russische Stellen und Propaganda-Narrative, welche diese willig verbreiten, unterstützt würden. Hiernach wurden etwa Unterstützungsbotschaften zum russischen Überfall auf die Ukraine und zuvor auch bereits Solidaritätsbekundungen zur russischen Besetzung der Ostukraine verbreitet sowie das „russische Regime um Präsident Wladimir Putin romantisiert“. Ebenso gebe es Fälle von Agententätigkeiten, in denen Anhänger der Szene, etwa mit Drohnen, Bundeswehr-Standorte ausspioniert haben; beispielsweise, als dort ukrainische Soldaten an deutschen Waffensystemen ausgebildet wurden.

## Einzelne Reichsbürger-Gruppierungen und -Akteure
Die Reichsbürger-Szene ist inhomogen, d. h. sie ist keine Bewegung im engeren Sinne, weil organisatorisch und ideologisch äußerst heterogen und vielschichtig. Es existiert keine dominante Gruppe. Etliche „Reichsregierungen“ erkennen sich untereinander nicht an, manche kooperieren miteinander. Es kommt häufig zu internem Streit unter den Aktivisten einer selbsternannten „Reichsregierungs“-Gruppe, was oft die Gründung (Abspaltung) einer neuen reichsideologischen Gruppierung zur Folge hat.
Laut Bayerischem Landesamt für Verfassungsschutz sind nur etwa 10 Prozent der Angehörigen der Szene in Gruppen und Organisationen organisiert.

### Manfred Roeder
Der Jurist und spätere Rechtsterrorist Manfred Roeder (1929–2014) spielte in den 1970er Jahren eine bedeutende Rolle bei der Verbreitung der Reichsideologie. Im Nationalsozialismus als Schüler parteinaher Erziehungsanstalten und vom Volkssturm geprägt, widmete er sich in den 1960er und 70er Jahren der Holocaustleugnung und der Wiederherstellung der „Handlungsfähigkeit des Deutschen Reiches“. Er gründete die Freiheitsbewegung Deutsches Reich und behauptete, der Nationalsozialismus und das Deutsche Reich würden weiter bestehen, seien allerdings nicht handlungsfähig, da nur ein Waffenstillstand und kein Friedensvertrag bestehe. Die Regierung Dönitz sei weiterhin rechtmäßig, nie zurückgetreten und nur durch einen verbrecherischen Akt verhaftet worden. Roeder kontaktierte Karl Dönitz, konnte diesen aber nicht von seiner Argumentation überzeugen und rief sich so selbst 1978 zum „Reichsverweser“ aus. Ein Berufsverbot sowie diverse Geld- und Haftstrafen unter anderem wegen Verunglimpfung des Andenkens Verstorbener, der Verbreitung von Propagandamitteln verfassungswidriger Organisationen und der Verunglimpfung des Staates veranlassten Roeder zur Flucht in den Untergrund. Später agierte Roeder als Rädelsführer der Deutschen Aktionsgruppen, die 1980 sieben Sprengstoff- und Brandanschläge auf Asylbewerberunterkünfte verübten, und wurde 1982 verhaftet. Nach seiner Haftentlassung 1990 agitierte Roeder weiter bis in die 2000er Jahre im Verbreiten der Holocaustleugnung, des Antisemitismus und der Reichsideologie.

### Kommissarische Reichsregierung
Als Kommissarische Reichsregierung (KRR) werden zum einen eine der prägenden Gruppierungen der Reichsbürgerbewegung sowie zahlreiche unabhängige Nachfolgeorganisationen bezeichnet. Teils wird der Begriff zum anderen aber auch synonym zu Reichsbürger-Organisationen im Allgemeinen verwendet. Die Kommissarische Reichsregierung ist von den früheren geschäftsführenden Reichsregierungen zu unterscheiden, die vor der Gründung der Bundesrepublik Deutschland bestanden.
Der Eisenbahner Wolfgang Gerhard Günter Ebel (1939–2014) gründete 1985 als eine der ersten bekannten Reichsbürgergruppen die sogenannte Kommissarische Reichsregierung. Die KRR gilt als Ursprung der heutigen Ausprägungen der „Reichsbürger“-Szene. Ebel, ein West-Berliner, hatte bis zum Reichsbahnerstreik 1980 bei der Deutschen Reichsbahn als Fahrdienstleiter im Bahnhof Berlin-Halensee gearbeitet. Infolge des Streiks wurde er entlassen und strengte verschiedene Gerichtsverfahren zwecks seiner finanziellen Absicherung an. Die Erlebnisse seiner Prozesse prägten Ebels spätere reichsideologische Agitation. Die Gründung der KRR erfolgte nach Ebels Angaben im Auftrag des alliierten Oberkommandos, dessen Abgesandter ihm gegenüber behauptet habe, dass das Deutsche Reich fortbestehe, aber besetzt sei und weder einen Friedensvertrag noch eine politische Führung besitze. Ebel bezeichnete sich selbst als „Reichskanzler des Staates Deutsches Reich“. Den usurpierten Titel und den Namen seiner Organisation entlehnte er den offiziellen Organbezeichnungen der Reichsregierung in der Zeit vor 1945.
Seine sogenannten 21 Thesen lehnte er dabei eng an die Theorien von Roeder an und veränderte sie nur in Nuancen. Ebel und seine Gruppe boten kostenpflichtige Lehrgänge über ihre Sicht der Rechtslage an und verkauften selbst produzierte „Reichsdokumente“. Gerichtsverfahren gegen Ebel wegen Amtsanmaßung, Titelmissbrauchs und Todesdrohungen mussten wegen Schuldunfähigkeit eingestellt werden. Ebel galt später als geistig verwirrt und strafunfähig, seine pseudojuristischen Begründungen wurden jedoch „für alle späteren Nachahmer stilbildend“.
Obwohl sich Ebel dem Nationalsozialismus gegenüber ablehnend äußerte, erkennt der Politologe Jan Rathje Versatzstücke rechtsextremer Ideologie in den Forderungen der KRR. So fordere die KRR ein „2tes Deutsches Reich“ in den Grenzen vom 31. Dezember 1937 und verletze damit geschichtsrevisionistisch die Oder-Neiße-Grenze. Ebel formulierte zudem antisemitisch konnotierte Verschwörungstheorien, indem er zum Beispiel behauptete und andeutete, Helmut Kohl sei Freimaurer und jüdischen Glaubens, und die Bundesrepublik als Deckmantel einer „jüdisch-freimaurerischen“ Verschwörung ansah. Deutschland werde von den USA kontrolliert, die wiederum von einer geheimen Weltregierung kontrolliert würden, deren Präsident in Israel sitze.

### Deutsches Kolleg und Völkische Reichsbewegung um Horst Mahler
Das Deutsche Kolleg und die Völkische Reichsbewegung waren die ersten größeren, ernstzunehmenden Gruppierungen in der Reichsbürger-Szene. Der Rechtsextremist Horst Mahler und seine ehemalige Lebensgefährtin, die verurteilte Holocaustleugnerin Sylvia Stolz, zählen zu den bekanntesten Aktivisten unter den „Reichsbürgern“. Ihr behauptetes Ziel ist die Wiederherstellung der „Handlungsfähigkeit des Deutschen Reiches“. Als Ziel wird angeführt, das deutsche Volk aus der „Knechtschaft“ einer „jüdischen Weltverschwörung“ zu befreien. Für dieses Ziel engagierte sich Mahler zusammen mit Uwe Meenen und Reinhold Oberlercher im von Oberlercher 1994 gegründeten rassistischen Eliten-Schulungszentrum Deutsches Kolleg, das er auch viele Jahre leitete. Dieses propagiert eine antisemitisch militante Ideologie und verklärt die nationalsozialistische Diktatur. Die Gruppe bezeichnet den Jahrestag der Machtergreifung Hitlers als Jubiläum der „Deutschen Revolution“. Weiter gründete Mahler die ähnlich ausgerichtete sogenannte Reichsbürgerbewegung, die später in der als Sammlungsbewegung Gleichgesinnter gegründeten sogenannten Völkischen Reichsbewegung aufging. Beide Gruppen und das Deutsche Kolleg verfolgen als Ziel ein „Viertes Reich“ und die Beseitigung der parlamentarischen Demokratie. Sie erklären, dass die Bundesrepublik „geistig enthauptet“ sei, und fordern deren „physische Enthauptung“. Das Deutsche Kolleg proklamiert im Falle eines Untergangs der Bundesrepublik die alleinige Staatsgewalt für sich. Dies beinhalte das Recht, selbstverfasste Urteile zu vollstrecken und „Reichsfeinde militärisch unter Beschluss und Beschuss zu nehmen“. Beide Gruppen haben an Bedeutung innerhalb der Reichsbürger-Szene eingebüßt, das Deutsche Kolleg gilt seit 2004 als inaktiv.

### Freistaat Preußen
Unter dem Namen Freistaat Preußen gibt es vier verschiedene miteinander konkurrierende Gruppierungen. Zusätzliche gibt es unabhängig davon Versuche "preußische" Gemeinden zu "reorganisieren", um sie unter "Selbstverwaltung" zu stellen.
1995 gründete sich Gruppierung mit Sitz in Verden (Aller) sowie 2012 eine unabhängige, namensgleiche Gruppe in Niederkrüchten in Nordrhein-Westfalen. Die Verdener Gruppe betätigt sich als Herausgeber der antisemitischen Zeitschrift Stimme des Reiches. Wegen in dieser Zeitschrift veröffentlichter Texte wurden die Rechtsextremisten Rigolf Hennig und Ursula Haverbeck zu Gefängnisstrafen wegen Volksverhetzung verurteilt. Strafrechtlich in Erscheinung getreten ist die Gruppe nicht nur durch Volksverhetzung, sondern auch durch Urkundenfälschung, Beleidigung, Verschaffen von falschen amtlichen Ausweisen, Verunglimpfung des Bundespräsidenten, Amtsanmaßung, Verunglimpfung des Staates und seiner Symbole, Widerstand gegen Vollstreckungsbeamte und Fahren ohne Fahrerlaubnis.
In Brandenburg ist eine Gruppe mit diesem Namen aktiv, die behauptet, die Bundesrepublik Deutschland habe keine gültige Verfassung und sei kein souveräner Staat. Da kein Friedensvertrag existiere, bestünde nach wie vor der Kriegszustand. Preußen sei nach dem Zweiten Weltkrieg völkerrechtswidrig aufgelöst worden, der eigene Freistaat Preußen hingegen souverän. Die Gruppierung verkauft Fantasiepapiere wie etwa einen sogenannten „Staatsangehörigkeitsausweis“. Voraussetzung für die Mitgliedschaft ist ein sogenannter „Ahnennachweis“, welcher zurückgehend bis ins Jahr 1913 nachweist, väterlicherseits aus einer preußischen Familie zu stammen. Der Verfassungsschutz Brandenburg sieht durchaus Bezüge der Gruppe zu klassisch rechtsextremistischer Ideologie. Auf ihrer Homepage schreibt die Gruppe, dass sie über das Dritte Reich „nicht viel schreiben“ könne. „Die meisten Bücher“ würden aber „sehr einseitig und verfälscht die Geschichte wiedergeben“, die Nationalsozialisten hätten „im Gegensatz zu einer Diktatur nicht die ‚Macht‘ ergriffen“, im Gegenteil sei „Adolf Hitler […] vom deutschen Volk in freier Selbstbestimmung […] gewählt“ worden. „Von einer Nazi-Diktatur könne daher wohl kaum die Rede sein.“
Im Juni 2017 ließ der Juraprofessor und AfD-Politiker Ralph Weber einen „Reichsbürger“ aus dem Umfeld des Freistaats Preußen bei einer Zusatzveranstaltung zu seiner Vorlesung an der Universität Greifswald einen Vortrag halten, den dieser für die Verbreitung von Verschwörungstheorien und antisemitischer Polemik nutzte. Zu seiner Verteidigung gab Weber an, er habe vom ideologischen Hintergrund des Referenten, der ihm empfohlen worden sei, nichts gewusst.

### Exilregierung Deutsches Reich
Die sogenannte Exilregierung Deutsches Reich wurde am 8. Mai 2004 in Hannover als Abspaltung von Ebels KRR um ihren „Reichskanzler“ Norbert Schittke gegründet. Die Gruppe ist dezidiert rechtsextremistisch ausgerichtet. Dies umfasst die Ablehnung der Rolle der Alliierten nach dem Zweiten Weltkrieg (demzufolge leitet man die eigene Legitimation nicht mehr vom Alliierten Oberkommando ab, weil das ehemalige Besatzungsrecht nicht über das Prinzip der Volkssouveränität gesetzt werden dürfe) sowie die Forderung nach Wiedererrichtung der deutschen Grenzen von 1914 und Nichtanerkennung des Versailler Vertrages. Die Gruppierung wird vom Verfassungsschutz in Brandenburg, Niedersachsen und Sachsen-Anhalt als rechtsextrem eingestuft und beobachtet. Die „realitätsfernen Verlautbarungen der ‚Exilregierung‘“, so urteilt das thüringische Landesamt für Verfassungsschutz, „dürfen allerdings nicht darüber hinwegtäuschen, dass hier mit pseudojuristischer Akribie versucht wird, einen gesellschaftlichen Resonanzboden für rechtsextremistisches Gedankengut zu schaffen und teilweise personelle Überschneidungen zu anderen rechtsextremistischen Gruppierungen bestehen“.
2012 spaltete sich ein großer Teil der Aktivisten der Exilregierung Deutsches Reich ab und gründete die fast identisch benannte Exil-Regierung Deutsches Reich. Sie ist laut Verfassungsschutz Brandenburg die bundesweit zahlenmäßig größte Gruppe im Reichsbürgermilieu. Die Gruppe lehnt die bestehende politische Ordnung als fundamental schlecht ab und will die Demokratie durch ein traditionalistischeres, monarchisches Staatsmodell ablösen. Sie postuliert eine Gemeinschaftsordnung auf Basis ethnischer Identität und verbreitet auf ihrer Website nationalsozialistische Diktion und fremdenfeindliche, antisemitische und rassistische Anspielungen. So dürfe „das deutsche Volk […] nicht weiter bestehen wie bisher.“ Eigenschaften nehme man einem „Volk durch Senkung des Bildungsstandes und rassische Mischung und damit genetische Kreuzung.“ Zudem warnte die Gruppierung vor einer bevorstehenden Weltherrschaft des „politischen Zionismus“ und sprach im Hinblick auf das Thema Migration davon, dass der „Holocaust gegen die deutschen Völker“ eine neue Qualität erreicht habe.

### Reichsbewegung – Neue Gemeinschaft von Philosophen
Die Reichsbewegung – Neue Gemeinschaft von Philosophen (NGvP) war erstmals 2005 aktiv und verschickte in unregelmäßigen Abständen rechtsextremistische und insbesondere antisemitische Propaganda. Sie bezog sich positiv auf die Attentate des Massenmörders Anders Breivik in Oslo und Utøya und rief zur Bildung von „Freien Reichsstreitkräften“ auf. Sie wurde vor allem durch im Jahr 2012 per Brief verschickte und im Internet veröffentlichte Morddrohungen an jüdische und islamische Gemeinden und Privatpersonen bekannt. Sie adressierte ihren Aufruf an „alle raum-, wesens- und kulturfremden Ausländer in Deutschland, insbesondere an Türken, Muslime und Negroide“. Die Adressaten wurden aufgefordert, Deutschland bis zum 1. August des Jahres zu verlassen, da sonst „nicht für deren Sicherheit garantiert werden könne“ und die Verbliebenen ab dem Beginn eines postulierten zukünftigen Krieges zwischen Russland und der NATO „standrechtlich erschossen“ werden sollten. Die Urheber konnten bisher nicht ermittelt werden, es wurden jedoch bisher keine Fälle bekannt, in denen diese Drohungen umgesetzt wurden.
Die Gruppe verfolgt laut Eigenangabe die Gründung einer „Reichsbewegung“, deren Ziel die „Wiedererstehung des Deutschen Reiches“ von 1871 sei, und behauptet, die Bundesrepublik Deutschland sei eine Firma, die von einer „jüdisch-freimaurerischen Marionettenregierung“ regiert werde, die wiederum von den Alliierten beauftragt worden sei.

### Volks-Bundesrath und Volks-Reichstag / Deutsche Gesundheitskasse
Der sogenannte Volks-Bundesrath und der Volks-Reichstag wurde von dem Einzelaktivisten Erhard Lorenz, einem ehemaligen Mitglied der Exilregierung Deutsches Reich, gegründet. Daneben betreibt er aus eher geschäftlichen Motiven den virtuellen Deutschen Reichsanzeiger und die Deutsche Reichszeitung sowie verschiedene, die „Selbstverwaltung“ propagierende Websites wie die Interessengemeinschaft für Menschen mit gemeinsamen Zielen. Des Weiteren verwaltet Lorenz als selbsternannter „Staatssekretär des Deutschen Reichs“ von Kaarst aus mehr als 18 Fantasieämter, unter anderem ein „Reichsschatzamt“ und sogar die „Reichspolizei“. Er behauptet, die Verfassung des Deutschen Reiches von 1871 bis 1918 gelte auch heute noch, alle danach folgenden Regierungen seien von einer Fremdverwaltung eingesetzt worden. Um Mitglied seines „Reiches“ zu werden, müssen Interessenten z. B. „Reichs-Personenausweise“, „Reichs-Fahrerlaubnisse“ oder „Reichs-Gewerbeanmeldungen“ für jeweils 20 bis 30 € bei ihm kaufen. Mit seiner „Reichsdruckerei“ erwirtschaftete Lorenz durch den Verkauf der in der Szene beliebten Fantasie-Ausweise eine sechsstellige Summe.
Lorenz versuchte zudem, zusammen mit anderen Akteuren der Szene im April 2017 die sogenannte Deutsche Gesundheitskasse (DeGeKa) mit Sitz in Dresden, eine eigene Krankenkasse für „Reichsbürger“, zu gründen. Laut Eigenauskunft bietet die Degeka Leistungen für Arzt-, Zahnarzt- und Krankenhausbehandlungen sowie für Behandlungen durch Heilpraktiker und die Erstattung von Naturheilverfahren an. Als Geschäftsgebiet bezeichnet sie „ganz Deutschland in seinen Außengrenzen, wie diese am 31. Juli 1914 bestanden“. Die Degeka nehme nur „geschäftsfähige Staatsangehörige“ auf. Ein solcher werde man, wenn man anerkenne, dass „Reichsgesetze den Landesgesetzen vorgehen und BRD-Gesetze keinen Geltungsbereich nachweisen“. Die Bundesanstalt für Finanzdienstleistungsaufsicht (BaFin) warnte vor der Gesundheitskasse, da diese im Verdacht stehe, unerlaubte Versicherungsgeschäfte zu betreiben. Zum 30. August 2017 wurde die Kasse von der BaFin zur Einstellung und Abwicklung ihres unerlaubten Versicherungsgeschäfts aufgefordert. 2020 publizierte Lorenz’ Plattform weitere „Gesetzgebungen“ bezüglich der Deutschen Gesundheitskasse.

### Interimpartei Deutschland (IPD)
2006 wurde von „Reichsbürgern“ die Partei Interim Partei Deutschland DAS REICHT! (IPD) gegründet. Die IPD ist eine bundesweit agierende Partei mit Landesverbänden in Baden-Württemberg, Hamburg, Hessen, Niedersachsen und Schleswig-Holstein. Sie bedient sich der Argumentation der Reichsbürgerbewegung, wonach das Deutsche Reich weiterbestehe, weil nach dem Zweiten Weltkrieg mit Deutschland kein Friedensvertrag geschlossen wurde. Die Partei wird vom Verfassungsschutz Schleswig-Holstein als rechtsextrem eingeschätzt. Gründer und Vorsitzender bis Anfang 2010 war der im gleichen Jahr verstorbene Holocaustleugner Edgar Romano Ludowici (laut anderer Quellen „Ludovici“), der sich auch als „Graf von Roit zu Hoya“, Rechtsanwalt, Arzt oder auch als „Erster Bürgermeister des Reichslandes Freistaat Freie und Hansestadt Hamburg“ ausgab. Bei der Landtagswahl in Schleswig-Holstein 2009 erhielt die Partei weniger als 0,1 % der gültigen Zweitstimmen.
Während der Weihnachtsfeiertage 2008 wurde bekannt, dass der parteilose Bürgermeister der mecklenburgischen Kleinstadt Warin, Hans-Peter Gossel, von mutmaßlichen Rechtsextremisten bedroht werde und darum unter Polizeischutz gestellt worden sei. Hintergrund sei die Absicht der Stadt, von ihrem Vorkaufsrecht Gebrauch zu machen und damit den Erwerb eines Grundstücks durch die IPD zu verhindern.

### Germaniten / Staat Germanitien / Volksgruppe Ringvorsorge / Justiz-Opfer-Hilfe

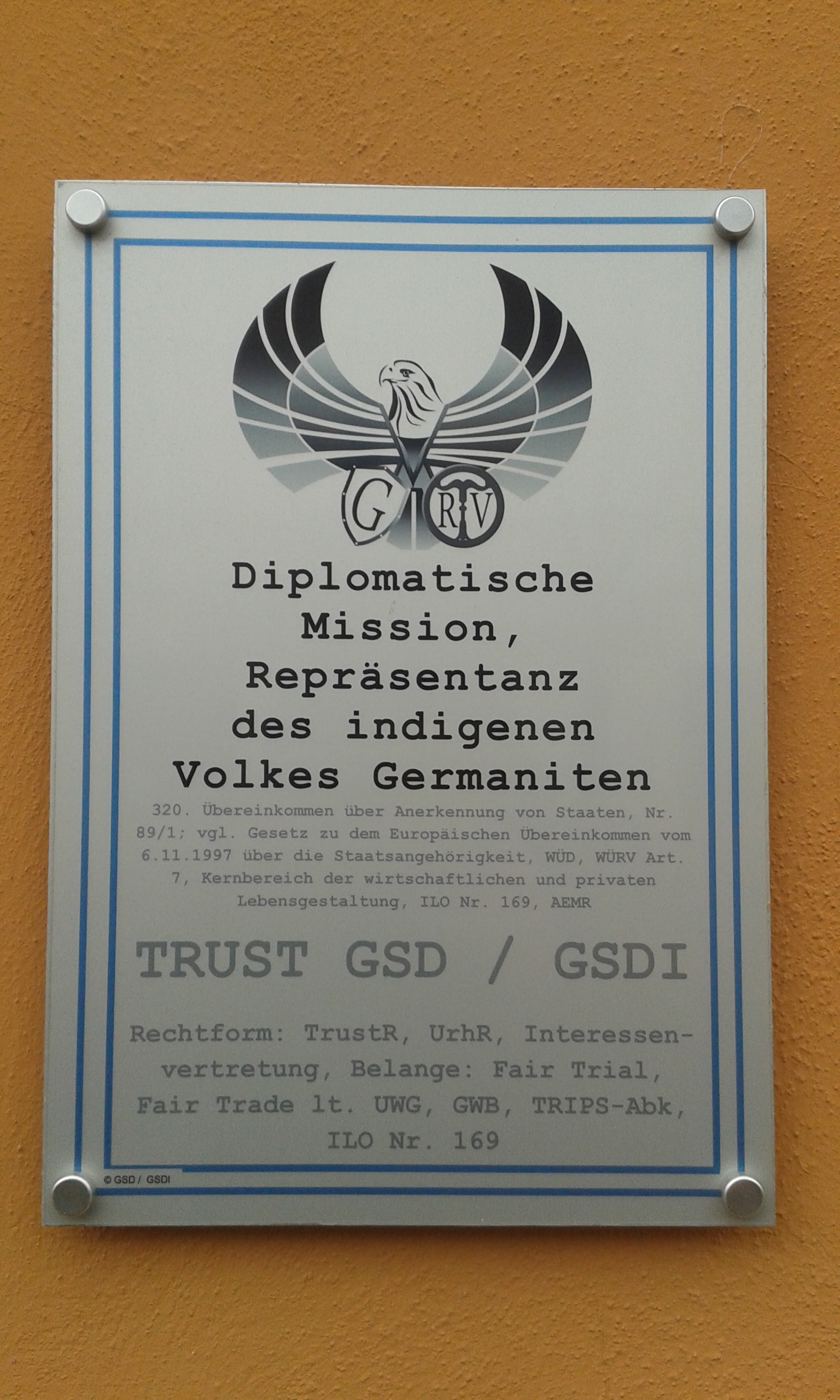
Selbsternannte „diplomatische Mission“ von Germanitien

2007 gründeten einige Personen in der Ortschaft Westerheim den Pseudostaat Germanitien. Sie sehen sich als Bürger eines vorgeblich souveränen Staates und stellen „hoheitliche“ Dokumente aus. Ein Akteur der Gruppe wurde als Betrüger enttarnt, der mit der Nürnberger Firma GFE Anleger um hohe Geldbeträge brachte. Das Unternehmen hatte angeblich einen Rapsölmotor für Blockheizkraftwerke erfunden. Betrogene Kunden zeigten das Unternehmen schließlich an. 2014 wurde der „Diplomat“ zu fünfeinhalb Jahren Haft verurteilt.
Enge Verbindungen bestehen zwischen Akteuren der Germaniten und der Reichsbürgergruppierung Volksgruppe – Ringvorsorge. Deren Mitglieder betrachten sich als „Justizopfer“ in den „Fängen der Justiz der BRD“, die durch „Willkür und Rechtsbeugung systematisch niedergerungen, entrechtet und enteignet“ würden. Die Gruppe bezeichnet sich als „Weltanschauungsgemeinschaft“ und versteht darunter, die Existenz der Bundesrepublik Deutschland zu verneinen. Diese habe nur das Grundgesetz, aber keine Verfassung, und sei folglich „menschenrechtsfrei“. Die Gruppe rät zum „Austritt“ aus der Bundesrepublik Deutschland und bietet dazu eine Austrittserklärung an. Ihre Anhänger bombardieren Behörden und Gerichte mit seitenlangen Pamphleten, um sich Verpflichtungen diesen gegenüber zu entziehen.
Eine Vorgängerorganisation der Germaniten ist die sogenannte Justiz-Opfer-Hilfe, kurz JOH, mit Sitz in Löhne (laut Eigendarstellung in Rinteln). Sie ist bundesweit aktiv und berät und unterstützt ihre Mitglieder gegen Gebühr gegenüber staatlichen Maßnahmen mit dem Ziel der Einstellung oder zumindest der Lähmung verwaltungsrechtlicher Verfahrensabläufe. Die Gruppe umfasst bei hoher Fluktuation bis zu 60 Mitglieder.

### Staatenlos.info

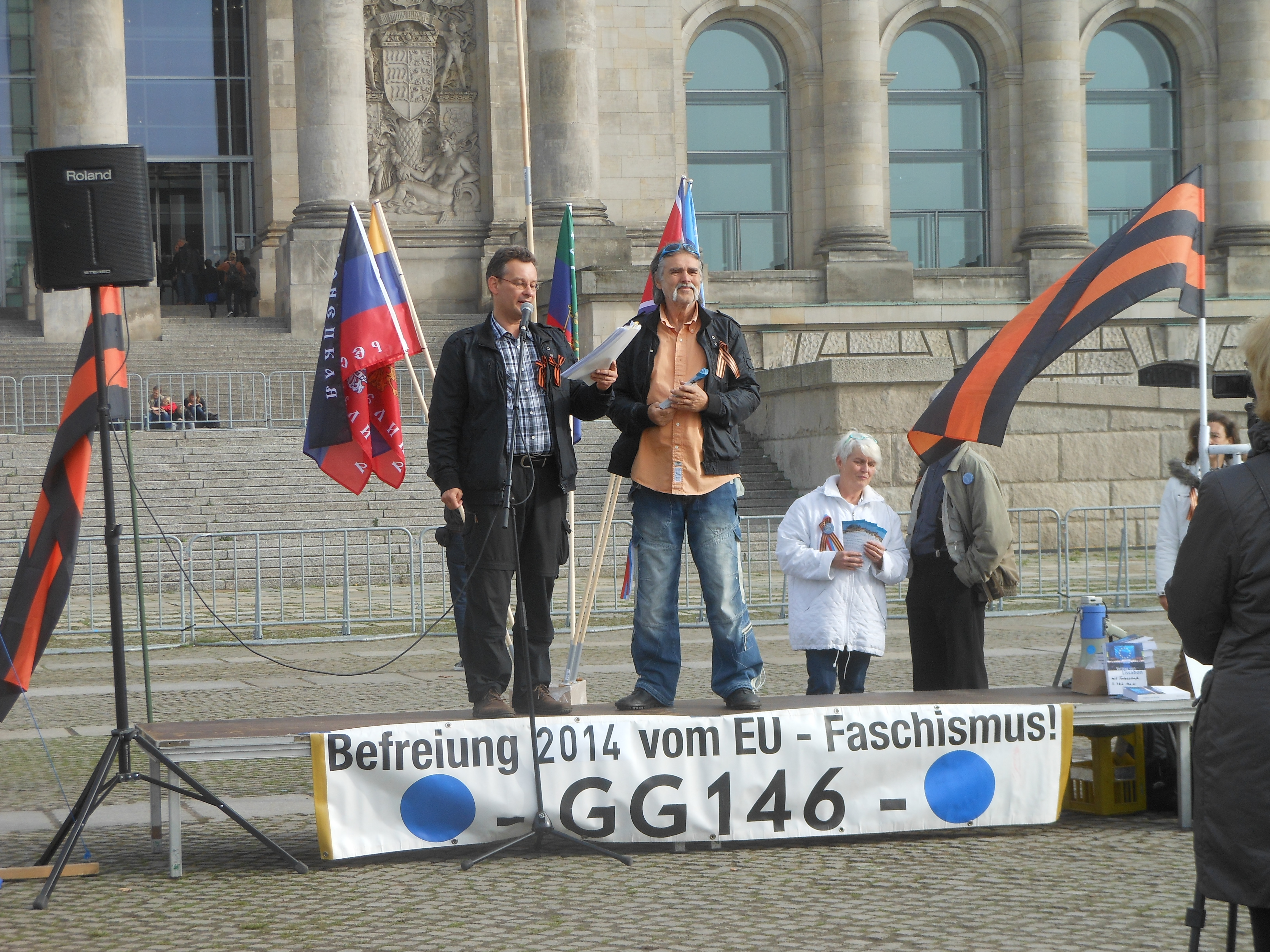
Hauptredakteur von Staatenlos.info und Ex-NPD-Mann Rüdiger Hoffmann mit Kollege Helmut Buschujew auf einer Reichsbürger-Demo in Berlin. Im Hintergrund sind russische Sankt-Georgs-Flaggen sowie u. a. die Fahne der sogenannten Volksrepublik Donezk zu sehen.

Die zu den „Selbstverwaltern“ zu zählende Gruppierung Staatenlos.info (auch Staatenlos.info e. V.) behauptet basierend auf diversen Verschwörungstheorien in „Reichsbürgermanier“, das Dritte Reich würde weiter bestehen, wobei sie im Gegensatz zu anderen Reichsbürgern glauben, die Bundesrepublik sei mit dem Reich identisch und handele nach nationalsozialistischen Gesetzen. Aus der Ablehnung dieses Staates begründet sich ihre Selbstsicht als Antifaschisten. Der Hauptsitz der Gruppe ist in Berlin. Die Gruppe beruft sich auf die Weimarer Reichsverfassung von 1919 und propagiert die vermeintliche Pflicht der Deutschen, die Bundesrepublik vom Grundgesetz „zu befreien“. Die Gruppe bedient sich zudem antisemitischer Ideologiefragmente. Staatenlos.info geht von einer geheimen Weltregierung unter der Führung eines gewissen „Tothschild“ aus, der den Ersten und Zweiten Weltkrieg sowie mit Hilfe seiner „Marionette“ Adolf Hitler den Holocaust organisiert habe. Überdies kontrolliere „Tothschild“ die Familie Rothschild, die wiederum die Banken unter Kontrolle habe und auch hinter dem israelisch-palästinensischen Konflikt stecke.
Die Auftritte ihrer Mitglieder vor Gericht werden in der Regel von Störungen, Gerangel und verbalen Ausfällen begleitet. Vor dem Reichstagsgebäude in Berlin informiert Staatenlos.info seit mehreren Jahren über die Ziele der Gruppe und demonstriert dabei z. B. für „Heimat und Weltfrieden“, „gegen Justizwillkür […] und Einrichtung der faschistischen Diktatur in Deutschland“ oder für die „Befreiung Deutschlands vom Faschismus und Nazismus“. Hauptakteur ist dabei der ehemalige NPD-Funktionär und Chef des deutschen Ablegers der Nationalen Befreiungsbewegung Rüdiger Hoffmann (geb. Klasen, * 1967). Er wurde für einen Brandanschlag auf ein Asylbewerberheim verurteilt und erhielt darüber hinaus 2016 eine Geldstrafe, weil er in Briefen über eine angebliche NS-Vergangenheit der Familie eines Amtsgerichtsdirektors spekulierte. Seit 2014 rief Hoffmann wiederholt dazu auf, das Reichstagsgebäude zu stürmen, so auch bei einer von ihm angemeldeten Corona-Demonstration vom 29. August 2020 in Berlin. Mehrere Stunden später gelang es etwa dreihundert Personen, die Absperrung am Platz der Republik zu durchbrechen und die Treppe des Gebäudes zu besetzen.

### Fürstentum Germania
Im Februar 2009 gründeten Michael Freiherr von Pallandt, Jessie Marsson, Jo Conrad und weitere Personen in einem als „Schloss“ bezeichneten ehemaligen Gutshaus im brandenburgischen Krampfer, Gemeinde Plattenburg das sogenannte Fürstentum Germania als „basisdemokratischen Kirchenstaat“. Dieser Initiative schlossen sich auch Vertreter des „Reichsbürger“-Konzepts an, und ihre Vorstellungen flossen in die „Verfassung“ des fiktiven Staates ein. Das Projekt fand jedoch schon nach drei Monaten ein Ende, als das Gebäude wegen schwerer baurechtlicher Verstöße von der Polizei geräumt und versiegelt wurde.

### Europäische Aktion
Die Europäische Aktion (EA) ist eine Dachorganisation verschiedener Holocaust-Leugner und Rechtsextremisten in Deutschland, der Schweiz und Österreich, aber auch Großbritannien und Frankreich mit Kontakten zu Gesinnungsgenossen in weiteren europäischen Ländern. Sie wurde 2010 von Bernhard Schaub unter der damaligen Bezeichnung „Bund Freies Europa“ gegründet. Deutscher Vorsitzender ist der NPD-Politiker und „Freistaat Preußen“-Vorsitzende Rigolf Hennig.
Das Ziel der EA ist die Errichtung einer europäischen Eidgenossenschaft aus starken, weitgehend selbständigen Nationalstaaten mit einer gemeinsamer Außen- und Verteidigungspolitik unter Führung des nach dem Führerprinzip auszurichtenden „Deutschen Reiches“. Ideologisch vertritt sie rassistische, antisemitische und nationalsozialistische Positionen. Sie fordert den Ausstieg aus dem Euro und fordert, „rassisch“ nicht in Europa beheimatete Bevölkerungsteile, insbesondere „Mischlinge“ und deren Angehörige, nach ihrer Machtübernahme auch mit militärischen Mitteln abzuschieben. Die EA bezeichnet sich als „Bewegung zur politisch-kulturellen Erneuerung ganz Europas“ und richtet sich gegen den „American Way of Life“ samt der „Pax Americana“ und die Political Correctness.
Die EA erklärt geschichtsrevisionistisch Deutschland und Österreich zu von den Alliierten völkerrechtswidrig errichteten Staaten. Verschiedene ihrer Protagonisten fordern die Anerkennung des angeblich weiterbestehenden Deutschen Reiches in den Grenzen vom 31. August 1939. Strafrechtlich ist die EA durch Sachbeschädigung, Volksverhetzung, Verstöße gegen das Versammlungsgesetz und Propagandadelikte in Erscheinung getreten.

### Deutsche Polizei Hilfswerk (DPHW)
Im April 2012 gründete Volker Schöne, ein ehemaliger Funktionär der Deutschen Polizeigewerkschaft Sachsen e. V., das Deutsche Polizei Hilfswerk (DPHW). Kurz vorher war er aus der Gewerkschaft entlassen worden, da er auf ihrer Homepage einen offenen Brief veröffentlicht hatte, in dem er behauptete, die deutschen Gesetze seien nicht gültig, weil ihnen der Geltungsbereich fehle. Schöne behauptet, mit der Bürgerwehr DPHW gegen Polizeigewalt und Behördenversagen angehen zu wollen. Mitglieder des DPHW traten als „Ersatzpolizisten“ in täuschend echten Fantasieuniformen auf und berieten Menschen bei Gerichtsprozessen.
Die ermittelnde Polizei sprach von etwa 100 aktiven Mitgliedern. Wenngleich sich die Gruppe in der Öffentlichkeit und gegenüber vielen ihrer „einfachen Mitglieder“ als gesetzestreue Ergänzung der offiziellen Staatsorgane ausgab, ordnen Rechtsextremismusexperten und Behördenvertreter das DPHW aufgrund ideologischer Überschneidungen der Reichsbürgerbewegung zu. Mehrere Gründungsmitglieder waren zuvor in anderen Reichsbürger-Gruppierungen aktiv oder verbreiten reichsideologische Inhalte auf ihren privaten Homepages. Mehrere Führungspersonen des DPHW trafen sich zudem zu einem Koordinierungsgespräch mit Protagonisten der „Republik Freies Deutschland“. Der Politikwissenschaftler Jan Freitag ordnete das DPHW als größte, aus der Reichsbürger-Szene hervorgehende Gefahr ein, da es Andersdenkende aktiv einschüchtere und versuche, durch Drohungen die Behörden von ihrer Arbeit abzuhalten. Zudem galt es damals als einzige bewaffnete und passend geschulte Gruppe in der Szene.
Angehörige des DPHW versuchten in einer öffentlichkeitswirksamen Aktion im November 2013, einen Gerichtsvollzieher während einer Zwangsvollstreckung zu fesseln und hinderten ihn an der Flucht. Zwischen Dezember 2015 und März 2016 verhängte das Amtsgericht Meißen in erstinstanzlichen Urteilen Freiheitsstrafen zwischen zehn und 30 Monaten, fast ausnahmslos ohne Bewährung, gegen insgesamt 13 an der Aktion gegen den Gerichtsvollzieher beteiligte Personen. Seit den Verurteilungen sind in Sachsen keine Aktionen des DPHW mehr bekannt geworden. Das DPHW existierte bis Ende Juni 2013, als es auf seiner Homepage seine vermutliche Auflösung verkündete.

### Republik Freies Deutschland (RFD)
Der Scheinstaat Republik Freies Deutschland wurde am 1. Mai 2012 von Peter Frühwald in Leipzig ausgerufen. Die RFD versteht sich an Stelle der „Staatssimulation Bundesrepublik“ als einzig legitimer Rechtsnachfolger des Deutschen Reiches. Frühwald behauptete dazu, dass eine Treuhandverwaltung nach der Haager Landkriegsordnung die immer noch andauernde Herrschaft der Alliierten tarne. Diese würden zusammen mit Israel Deutschland knebeln und „melken“ und dabei Pressezensur ausüben. Frühwald wurde am 17. September 2012 von seinen Mitstreitern als „Kommissarischer Präsident“ abgesetzt. Frühwald bezeichnete dies als „Putsch“, kündigte an, die Republik als Freies Deutschland ohne den Zusatz „Republik“ weiter zu führen, und tritt seitdem als „Selbstverwaltung Peter Frühwald“ auf. Die verbliebenen „Putschisten“ führten die „Regierung“ der „Republik Freies Deutschland“ fort. Die Anhänger der RFD kamen vor allem aus den neuen Bundesländern. Sie brachten Schilder mit der Aufschrift „Republik Freies Deutschland Hoheitsgebiet“ an ihren Grundstücken an und erhofften sich dadurch Immunität gegenüber Gerichtsvollziehern und anderen Vollzugsbeamten.
Daraufhin kam es zu Konfrontationen mit den echten Behörden, insbesondere zur Verhaftung des Sprengmeisters Daniel S. in Berlin. Dieser hatte sich zur RFD bekannt und zentnerweise Pyrotechnik auf seinem Grundstück gehortet. Bekannt geworden ist auch der Fall einer Spedition in Malschwitz, deren Inhaber unter Berufung auf die Republik Freies Deutschland eine geraume Zeit lang Steuern und Mautgebühren nicht bezahlten, bis die Behörden schließlich die Insolvenz der Firma einleiteten.
Die Gruppe machte außerdem beträchtliche Geschäfte mit dem Verkauf eigener Ausweisdokumente. Laut Polizei seien dafür Zahlungen von 32.000 Euro in die „Staatskasse“ geflossen. Einige 2017 teilweise zur Bewährung ausgesetzten Urteile über Haft- und Geldstrafen wegen gewerbsmäßiger Urkundenfälschung sind noch nicht rechtskräftig.

### Königreich Deutschland (KRD)

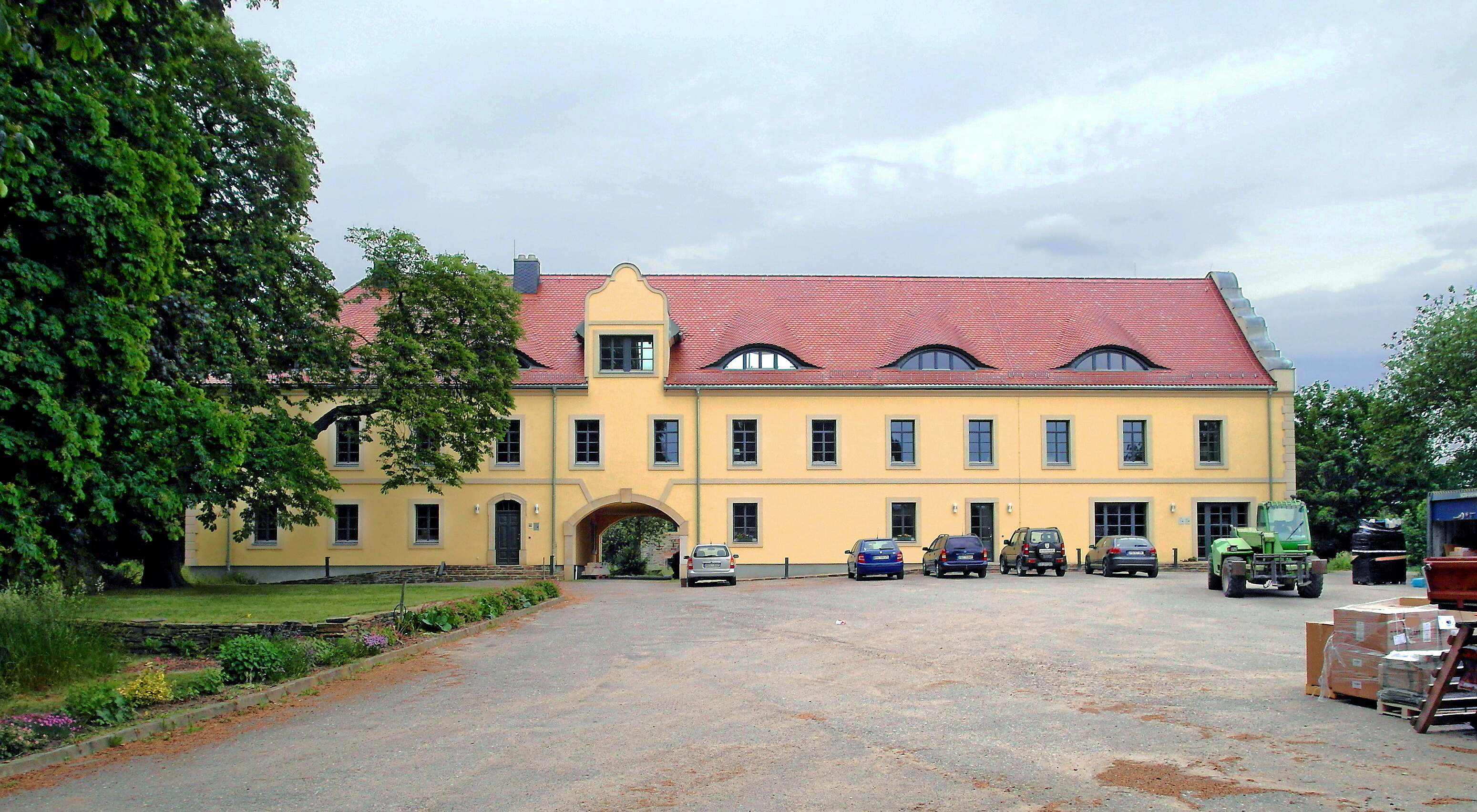
Ehem. Kanzleilehngut in Halsbrücke (Mittelsachsen) als Teil der Bewegung „Königreich Deutschland“

Im September 2012 gründete der gelernte Koch, Kampfsportler, Betreiber eines Esoterikladens und Autor esoterischer Bücher Peter Fitzek auf einem früheren Krankenhausgelände in Wittenberg das selbst ernannte Königreich Deutschland und ließ sich zum „König von Deutschland“ und „Imperator Fiduziar“ krönen. Laut Eigenaussage versteht sich dieses „Königreich“ als eigener, durch Sezession entstandener Staat auf dem Gebiet des völkerrechtlich angeblich weiter existierenden Deutschen Reiches. Dieses Gebiet werde nur „übergangsweise“ von der Bundesrepublik verwaltet, die Fitzek als „Besatzungskonstrukt“ oder „Firma der Alliierten“ bzw. „Deutschland GmbH“ verleumdet. Im Falle einer Ausbreitung seiner Rechtsordnung proklamierte das KRD für sich die völlige Rechtsnachfolge des Deutschen Reiches. Vorher gehörte Fitzek bereits zu den Mitbegründern des Vereins Neu-Deutschland, dessen Ziel es war, das Deutsche Reich in den Grenzen von 1937 wieder zu errichten und Deutschlands angeblich „verlorene Souveränität“ wiederzuerlangen. Fitzek gab seinen amtlichen Führerschein zurück, da er diesen nach eigenen Angaben nicht mehr brauche, weil er nunmehr im Besitz eines Führerscheins des Königreichs Deutschland sei.
In der Folge errichtete Fitzek mehrere krankenkassenähnliche Einrichtungen und veranstaltete kostenpflichtige pseudojuristische Seminare zu den Themen der Staatsbürgerschaft und der Verfassung seines „Königreichs“, aber auch alternativer Heilmethoden oder „freier Energie“. Er gründete zudem die sogenannte „Königliche Reichsbank“, bei der mehrere Hundert seiner Anhänger fast drei Millionen Euro anlegten, mit denen er angab, seine Projekte zu verwirklichen. Im Zuge einer antisemitisch konnotierten Zinskritik kreierte Fitzek außerdem die eigene Alternativ- und Regionalwährung „Engel“, mit der er auch seine Anhänger für ihre Arbeit in seinem „Königreich“ bezahlte. Wegen unerlaubter Einlagengeschäfte in seiner „Reichsbank“ verhängte die Bundesanstalt für Finanzdienstleistungsaufsicht (BaFin) Zwangsgelder gegen Fitzek. Im März 2017 wurde Fitzek wegen Veruntreuung der bei ihm angelegten Gelder und unerlaubter Bankgeschäfte zu einer Haftstrafe von drei Jahren und acht Monaten, in der Berufungsverhandlung vom 10. August 2017 wegen Betrugs und wiederholten Fahrens ohne Führerschein dann zu 2 Jahren und 6 Monaten Haft verurteilt. Am 15. Mai 2017 wurde das ehemalige Krankenhausgelände im Auftrag der BaFin zwangsgeräumt, um die verhängten Zwangsgelder in Millionenhöhe zu begleichen. Im November 2023 kam es zu einer großangelegten Razzia gegen verschiedene Immobilien von insgesamt neun Beschuldigten, auch mit dem Ziel, Festnahmen zu vollstrecken. Seit Anfang 2023 gibt es eine neue KRD-Internetpräsenz namens LEUCHT-TURM, über die Veranstaltungen wie Vorträge und Seminare angeboten werden.
Das Bundesamt für Verfassungsschutz ordnet das „Königreich Deutschland“ als extremistische „Reichsbürger“- und „Selbstverwalter“-Gruppierung ein.
Der Verein wurde 2025 durch das Bundesministerium des Innern verboten. Ziele und Aktivitäten des Vereins seien gegen die verfassungsmäßige Ordnung und den Gedanken der Völkerverständigung gerichtet und liefen Strafgesetzen zuwider. Das Vereinsverbot stammt vom 3. April 2025, wurde aber erst am 13. Mai 2025 bekanntgemacht. An diesem Tage wurden unter Beteiligung der Bundesanwaltschaft in sieben deutschen Bundesländern Razzien durchgeführt und vier Personen festgenommen, insbesondere als mutmaßliche Rädelsführer einer kriminellen Vereinigung.

### Neue Ordnung
Im Februar 2013 berichtete Report Mainz, im Kontext des Todes von Jörg L., über die Reichsbürgergruppierung Neue Ordnung um Meinolf Schönborn, den ehemaligen Anführer der 1992 verbotenen „Nationalistischen Front“. Die vom Verfassungsschutz Brandenburg beobachtete Gruppe tritt offen neonazistisch auf: Sie propagiert eine ausländerfeindliche und rassistische Weltanschauung und verfolgt eine an den Nationalsozialismus angelehnte Idee einer „Volksgemeinschaft“. Sie beruft sich auf den sogenannten „Reichsgedanken“ und proklamiert den Widerstand gegen „Verwahrlosung“ und „Landnahme durch Migranten und Fremdherrschaft“. Sie empfiehlt den Beitritt zu Schützenvereinen, Kampfsportschulen sowie die Teilnahme an Orientierungsmärschen zum Erwerb der Fähigkeiten zum Selbstschutz. Sie will eigenen Angaben zufolge eine „effektive und straff organisierte Bewegung“ sein, in der eine „Elite für den Entscheidungskampf vorbereitet wird“. Die „Neue Ordnung“ bedient sich klassischer Reichsbürgerargumente und erkennt die Bundesrepublik nicht an. Diese sei ein Besatzungskonstrukt, Ziel sei die Wiederherstellung der „Handlungsfähigkeit des Reiches“.

### Staat Ur / Adrian Ursache
Adrian Ursache war der erste „Reichsbürger“, der sich mit Waffengewalt gegen eine polizeiliche Maßnahme wehrte. Im Jahr 2014 rief er auf seinem Grundstück den sogenannten Staat Ur mit eigener, an die Reichsflagge angelehnter Flagge aus. Als im August 2016 ein Gerichtsvollzieher die Zwangsräumung seines Hauses umsetzen wollte, wurde dies von Ursache und bis zu 120 von ihm zuvor per Internet mobilisierten Unterstützern aus der Rechtsextremisten- und Reichsbürger-Szene verhindert. Unter ihnen befand sich auch der „Reichsbürger“, der kurze Zeit später bei einer Razzia einen SEK-Beamten ermordete. Ursache drohte dem Gerichtsvollzieher zudem öffentlich mit dem Tod. Tags darauf nahmen insgesamt 200 Polizisten, darunter ein SEK, Ursache fest. Seine Unterstützer bewarfen die Beamten dabei mit Flaschen und Steinen und verletzten einen Polizisten durch Bisse. Ursache bedrohte die Beamten mit einem Revolver und wurde durch Schüsse der Polizisten schwer verletzt. Ein SEK-Beamter wurde bei der Festnahme durch ein Geschoss leicht verletzt. Ursache stieg durch seine Festnahme zu einem Helden der Reichsbürger-Szene auf und erfuhr eine breite Solidarität innerhalb der Szene. 2019 wurde Ursache u. a. wegen versuchten Mordes zu sieben Jahren Haft verurteilt. 2024 wurde er aus der Haft entlassen.

### Heimatgemeinde Chiemgau
Die vom Verfassungsschutz Bayern erfasste Gruppe wurde 2015 im Raum Oberbayern gegründet und umfasst laut Verfassungsschutz ca. 20 Mitglieder aus einem Umfeld von ca. 300 Sympathisanten. Die Gruppe lehnt die Bundesrepublik Deutschland als Staat ab und betrachtet viele Regierungsinstitutionen als in internationalen Firmenregistern eingetragene GmbHs, die insofern dem Handelsrecht unterlägen. Die „Heimatgemeinde“ lehnt die bundesdeutsche Gesetzgebung ab und sieht sich ausschließlich den bayerischen Gesetzen von 1914 verpflichtet. Mitglieder der Gruppe verwenden selbst ausgestellte Ausweise und nichtamtliche Kraftfahrzeugkennzeichen. Ein gewisses Medienecho erzeugte die Suspendierung des Ersten Polizeihauptkommissars und Seminarleiters im Polizei-Fortbildungsinstitut in Ainring wegen seines Engagements für die Gruppe.

### Bundesstaat Bayern
Die Gruppe Bundesstaat Bayern wurde im Dezember 2015 mit Sitz in Landsham bei München gegründet, bestand aus bis zu 30 Personen und war vor allem in Oberbayern aktiv. Seit Oktober 2016 wird sie vom bayerischen Verfassungsschutz beobachtet. Sie beruft sich auf einen „gültigen Rechtsstand“ zum Zeitpunkt von „2 Tage[n] vor Ausbruch des 1. Weltkriegs“. Ziel der Gruppe ist die „Reorganisation des Bundesstaats Bayern“ unter Berufung auf eine selbstverfasste „Verfassung des Bundesstaats Bayern“ mit 88 Artikeln. Bayern wird hierbei als Republik dem Deutschen Reich zugeordnet. Die „administrative Regierung“ der Gruppe verschickte im November 2016 eine „Anordnung“ an öffentliche Einrichtungen, in welcher „BRD-Bediensteten“ mit Strafen gedroht wurde, falls sie auf bayerischem Gebiet hoheitlichen Verwaltungsakten nachgehen sollten. Die Staatsanwaltschaft München ermittelte gegen die Gruppe wegen des dringenden Tatverdachts der banden- und gewerbsmäßig begangenen Urkundenfälschung und Amtsanmaßung und veranlasste im Februar 2017 bundesweit Hausdurchsuchungen, bei denen neben einschlägigen Dokumenten auch Waffen und Munition sichergestellt wurden. Der bayrische Verfassungsschutz geht davon aus, dass zumindest Teile der Aktivisten der Gruppe latent gewaltbereit sind. Der Täter, der im Oktober 2016 bei einem Einsatz in Georgensgmünd drei SEK-Beamte anschoss und durch Splitter verwundete, von denen einer später starb, ist Anhänger der Gruppierung. 2018 kam es intern zu einer Umbenennung in Volksstaat Bayern. 2020 berichtete der Verfassungsschutzbericht Bayern von nur noch eingeschränkten Tätigkeiten einzelner Mitglieder, während es auf der Website des Verbands, auch aufgrund der oben genannten Strafverfahren, keine neuen Ankündigungen mehr gab. Nachdem er im Bericht 2022 nur noch beiläufig erwähnt wurde mit einer nicht näher benannten Anzahl von Einzelpersonen, wird die Organisation im Bericht 2023 nicht mehr erwähnt.

### Verfassunggebende Versammlung
Die Verfassunggebende Versammlung (VV) ist besonders in Baden-Württemberg und Bayern aktiv. Sie betreibt den Webauftritt „ddb-Netzwerk“. Die Gruppierung fordert auf, an einem Referendum zur Abschaffung des Grundgesetzes teilzunehmen. Sie rief 2016 den „Bundesstaat Deutschland“ in den Grenzen von 1916 aus. Die dazugehörigen „Vollversammlungen“ fanden laut Homepage der Gruppe in einem Chatraum namens „Deutschland-Treff“ statt. Um Unterstützer und Unterzeichner ihres Referendums zu gewinnen, nahmen Anhänger an den Corona-Protestkundgebungen vor allem im Südwesten teil. Die Gruppierung hat wiederholt antisemitische Positionen artikuliert wie die Behauptung, die Familie Rotschild stecke hinter einer angeblich angestrebten „neuen Weltordnung“.

### Freie Wählergemeinschaft Einiges Deutschland
Die Kleinstpartei Freie Wählergemeinschaft Einiges Deutschland mit Sitz in Chemnitz und bundesweitem Anspruch wurde im Januar 2017 gegründet. Sie bestreitet die Staatseigenschaft der Bundesrepublik Deutschland und ihre völkerrechtliche Souveränität und strebt die Fortsetzung des Kaiserreiches und die Anwendung dessen Rechts mit Stand vom 27. Oktober 1918 an. Diese überregional aktive Reichsbürger-Gruppierung behauptet, die Abdankungsurkunde von Kaiser Wilhelm II. sei eine Fälschung, und geht deshalb davon aus, dass der Deutsche Bundestag privatrechtlich aufgestellt und die Bundesrepublik eine Nichtregierungsorganisation sei. Ihre Protagonisten behaupten offen antisemitisch, dass der Erste Weltkrieg von den Rothschilds geplant worden sei, um „den Engländern Jerusalem abzukaufen“ bzw. „um dort einen satanischen Tempel zu bauen“. Die Gruppe klagt über „Logenfilz“ und behauptet, der Nationalsozialismus finde heute seine „rechtsmißbräuchliche Fortsetzung“ im „Nationalzionismus“. Das Bundesverfassungsgericht verwehrte der Vereinigung „Einiges Deutschland“ die Teilnahme an der Bundestagswahl 2017 mit der Begründung, es habe kein Parteitagsbeschluss über das eingereichte Parteiprogramm vorgelegen.

### Geeinte deutsche Völker und Stämme
Die Geeinten deutschen Völker und Stämme (GdVuSt) und der Ableger Osnabrücker Landmark waren eine rassistische und antisemitische Vereinigung von Reichsbürgern um die szeneweit bekannte Heike Werding, die im November 2022 zu einer Freiheitsstrafe von dreieinhalb Jahren wegen „Verstoßes gegen das Vereinigungsverbot in Tateinheit mit Verwenden und Verbreiten von Propagandamitteln verfassungswidriger Organisationen, Volksverhetzung und Missbrauchs von Berufsbezeichnungen“ verurteilt wurde. Formal waren die Aktivisten als eingetragener Verein organisiert. Er bestritt die Existenz der Bundesrepublik, sah sie als Unternehmen, bedrohte und verunglimpfte ihre Vertreter und wollte einen „Naturstaat“ nach ihrem Verständnis errichten. Die GdVuSt agierten bundesweit, hatten ihren Hauptsitz in Berlin und richteten im Januar 2017 dort das „Höchste Gericht geeinter Völker und Stämme“ ein, um damit dem angeblichen „schöpferischen und christlichen Auftrag gegenüber ihren Ahnen und Kindern“ umzusetzen. Mit dem bundesweiten Verbot der GdVuSt im März 2020 ging Bundesinnenminister Horst Seehofer erstmals in dieser weitreichenden Form gegen eine Gruppierung der Reichsbürgerbewegung vor. Die GdVuSt existierten mindestens seit 2016.

### Patriotische Union
Am 7. Dezember 2022 wurde im Rahmen einer Großrazzia die Festnahme von 25 Personen veranlasst, die der Reichsbürgerbewegung zugerechnet werden, unter dem Vorwurf der Vorbereitung einer schweren staatsgefährdenden Gewalttat und dem dringenden Tatverdacht der Bildung einer terroristischen Vereinigung. Sie sollen einen Umsturz und die Entmachtung der staatlichen Strukturen sowie ihre Ersetzung durch eine von ihnen selbst gebildete Revolutionsregierung geplant haben. Der Plan der Gruppe war es offenbar, mit Waffengewalt den Bundestag zu stürmen, Abgeordnete zu „verhaften“ und Anschläge auf die kritische Infrastruktur zu verüben; darunter die gezielte Herbeiführung von Stromausfällen, um Unruhen zu provozieren. Daneben wurden durch die Gruppierung bereits drei Heimatschutzkompanien aufgebaut, denen polizeiliche und militärische Aufgaben im Fall der Realisierung der Umsturzpläne zukommen sollten. Unter den Festgenommenen waren der hessische Unternehmer Heinrich XIII. Prinz Reuß, der als Staatsoberhaupt fungieren sollte und auch Kontakt zum russischen Generalkonsulat herstellte, die Berliner Richterin und ehemalige AfD-Bundestagsabgeordnete Birgit Malsack-Winkemann und ein KSK-Kommandosoldat; andere Mitglieder der Gruppe mit Vergangenheit in Bundeswehr und NVA waren für den Neuaufbau des Militärs vorgesehen.

### S.H.A.E.F.
Unter Thorsten Gerhard Jansen, der sich selbst als Commander der Supreme Headquarters Allied Expeditionary Force bezeichnete, bildete sich eine Gruppe, die behauptete, von den Vereinigten Staaten legitimiert worden zu sein. Die zugehörige Telegram-Gruppe hatte 25.000 Teilnehmer, worin eine Reihe vermeintlicher Gegner mit Todesurteilen belegt wurden. Im Dezember 2021 gab es Razzien, Jansen selbst wurde vom Landgericht Oldenburg in die Psychiatrie eingewiesen. Er verstarb im März 2023.

## Ähnliche Strukturen in anderen Ländern
Im wörtlichen Sinne sind Reichsbürger ein originär deutsches Phänomen. Die Auflösung anderer Staaten wie des britischen Kolonialreichs, der Sowjetunion oder Jugoslawiens bot keine theoretische Grundlage, dass diese weiter in irgendeiner Weise existent seien. Die jahrelange eingeschränkte Souveränität der beiden deutschen Staaten nach dem Zweiten Weltkrieg und "staatsrechtliche Kunstgriffe" im westlichen Teil, um den Alleinvertretungsanspruch auch über das damalige Gebiet der DDR zu rechtfertigen, sind in ihrer Komplexität einmalig und so auf andere Länder nicht übertragbar. Reichsbürger ohne den Referenzrahmen "Deutsches Reich" wären keine Reichsbürger mehr, beschreibt es Hinnerk Berlekamp. Prepper, Freemen, Impfgegner, Schulverweigerer und Selbstverwalter gibt es zwar in jedem Land, und deren "libertärer Furor", sich als autonom und frei zu erklären, ohne sich in die Gemeinschaft einzuordnen, nimmt zuweilen auch gefährliche Dimensionen an. Damit stehen sie aber im Gegensatz zu den meisten deutschen Reichsbürgern, die von ihrer Staats- und Rechtsauffassung "gar nicht genug bekommen" können.
Aufgrund der räumlichen Nähe und der gemeinsamen Sprache sind ähnliche Bewegungen in Österreich und dem deutschsprachigen Teil der Schweiz noch am ehesten vergleichbar. In Österreich wurden vom dortigen Bundesministerium für Inneres 2016 die Anzahl der "aktiven Reichsbürger und Selbstverwalter" auf 750 geschätzt. 2017 wurde die Anzahl auf 1300 erhöht mit insgesamt rund 20.000 Personen, die laut Einschätzung vom Bundesamt für Verfassungsschutz und Terrorismusbekämpfung für derartige Ideen ansprechbar seien. Damit lag der prozentuale im Vergleich zur Gesamtbevölkerung auf derselben Höhe wie in Deutschland. Die Szene ist ähnlich homogen wie in Deutschland, wobei einige Gruppen von einem weiter bestehenden Großdeutschen Reich unter Einbeziehung Österreichs ausgehen. Mit dem von Ingmar Peitl propagierten Fortbestehen der k. u. k. Monarchie mit ihm als Thronerben gibt es spezifisch österreichische "Pittoreske".
In anderen Ländern gibt es – ausgehend von den Vereinigten Staaten – ähnliche Gruppierungen wie die Freemen on the Land oder One People’s Public Trust. Letztere ist im deutschen Sprachraum besonders in Österreich aktiv, wo sich die „Staatsverweigerer“ des Staatenbunds Österreich finden. Zudem werden, auch unter deutschen Reichsbürgern, Kontakte zu verschwörerischen und militanten Gruppen wie QAnon und den Proud Boys gepflegt.
In der Schweiz berichtete der Tages-Anzeiger im Januar 2023 über die Bezirksstatthalter des Kantons Zürich, bei denen das Phänomen der „staatsablehnenden und querulantischen Handlungen“ von Leuten, welche den Staat als „Firma“ bezeichnen, in allen Bezirken bekannt sei. Im Bezirk Uster käme dies unter 9000 Verwaltungsvorgängen im Jahr etwa 30 Mal vor, die Zahl hat laut übereinstimmenden Berichten der Statthalter seit der COVID-19-Pandemie zugenommen. Von einer Vervielfachung während der Pandemiejahre sprach der stellvertretende Leiter des Zürcher Amts für Justizvollzug, der das Phänomen als „loses Netzwerk, das sich vorwiegend in den sozialen Medien vernetzt“, beschrieb. Der in der Schweiz auftretenden Verschwörungsideologie attestierte er „viele Ähnlichkeiten mit den deutschen Reichsbürgern“ aufgrund einer radikal staatsablehnenden Haltung, der sogenannten „Reichsbürger-Ideologie“; was aber hierzulande fehle, sei der Mythos des Deutschen Reichs. Auch Laut Dirk Baier vom Institut für Delinquenz und Kriminalprävention an der ZHAW ist die Staatsleugner-Szene heterogen und zersplittert.